# Phase de groupes de la Ligue Europa Conférence 2022-2023
 (septembre 2022).
Pour un article plus général, voir Ligue Europa Conférence 2022-2023.
Navigation
Phase finale
La phase de groupes de l'édition 2022-2023 de la Ligue Europa Conférence se déroule du 8 septembre au 3 novembre 2022. Un total de 32 équipes y prend part afin de désigner 16 des 24 participants à la phase finale.

## Format
Dans chaque groupe, chaque équipe affronte les trois autres, à domicile et à l'extérieur suivant un format « toutes rondes », pour un total de six matchs chacun. Le premier se qualifie directement pour les huitièmes de finale, le deuxième se qualifie pour les barrages de la phase à élimination directe et affronte les reversés de la Ligue Europa. La répartition des points est la suivante : 3 points pour une victoire, 1 point pour un match nul et 0 point pour une défaite.

### Critères de départage
En cas d’égalité de points de plusieurs équipes à l'issue des matches de groupe,
les critères suivants sont appliqués dans l'ordre indiqué pour établir leur
classement :
1. plus grand nombre de points obtenus dans les matches du groupe disputés entre les équipes concernées ;
2. meilleure différence de buts dans les matches du groupe disputés entre les équipes concernées ;
3. plus grand nombre de buts marqués dans les matches du groupe disputés entre les équipes concernées ;
4. si, après l’application des critères 1 à 4, plusieurs équipes sont toujours à égalité, les critères 1 à 3 sont à nouveau appliqués exclusivement aux matches entre les équipes concernées afin de déterminer leur classement final. Si cette procédure ne donne pas de résultat, les critères 6 à 12 s’appliquent ;
5. meilleure différence de buts dans tous les matches du groupe ;
6. plus grand nombre de buts marqués dans tous les matches du groupe ;
7. plus grand nombre de buts marqués à l’extérieur dans tous les matches du groupe ;
8. plus grand nombre de victoires dans tous les matches du groupe ;
9. plus grand nombre de victoires à l'extérieur dans tous les matches du groupe ;
10. total le plus faible de points disciplinaires sur la base uniquement des cartons jaunes et des cartons rouges reçus durant tous les matches du groupe (carton rouge = 3 points, carton jaune = 1 point, expulsion pour deux cartons jaunes au cours d'un match = 3 points) ;
11. meilleur coefficient de club.

Légende des classements
- Qualifié pour les huitièmes de finale
- Qualifié pour les barrages de la phase à élimination directe

Légende des résultats
- Victoire à domicile
- Match nul
- Victoire à l'extérieur

## Groupes

### Groupe A
| Rang | Équipe                 | Pts | J | G | N | P | Bp | Bc | Diff |  | Résultats (▼ dom., ► ext.) |     |     |     |     |
| ---- | ---------------------- | --- | - | - | - | - | -- | -- | ---- |  | -------------------------- | --- | --- | --- | --- |
| 1    | İstanbul Başakşehir FK | 13  | 6 | 4 | 1 | 1 | 14 | 3  | +11  |  | İstanbul Başakşehir FK     |     | 3-0 | 3-1 | 3-0 |
| 2    | ACF Fiorentina         | 13  | 6 | 4 | 1 | 1 | 14 | 6  | +8   |  | ACF Fiorentina             | 2-1 |     | 5-1 | 1-1 |
| 3    | Heart of Midlothian    | 6   | 6 | 2 | 0 | 4 | 6  | 16 | -10  |  | Heart of Midlothian        | 0-4 | 0-3 |     | 2-1 |
| 4    | FK RFS                 | 2   | 6 | 0 | 2 | 4 | 2  | 11 | -9   |  | FK RFS                     | 0-0 | 0-3 | 0-2 |     |

| 1re journée                 | ACF Fiorentina | 1 - 1   | FK RFS                                                       | Stade Artemio-Franchi, Florence                                                                                                  | |
| 8 septembre 2022 18h45 CEST | Barák 56e      | (0 - 0) | 74e Ilić                                                     | Spectateurs : 11 738 Arbitrage : Pavel Orel Arbitres assistants : Matěj Vlček Ivo Nádvorník Quatrième arbitre : Miroslav Zelinka | Spectateurs : 11 738 Arbitrage : Pavel Orel Arbitres assistants : Matěj Vlček Ivo Nádvorník Quatrième arbitre : Miroslav Zelinka |
| 8 septembre 2022 18h45 CEST | Maleh 85e      | Rapport | 33e Panić (en) · 43e Lipušček (en) · 54e Sorokins · 87e Ilić | Spectateurs : 11 738 Arbitrage : Pavel Orel Arbitres assistants : Matěj Vlček Ivo Nádvorník Quatrième arbitre : Miroslav Zelinka | Spectateurs : 11 738 Arbitrage : Pavel Orel Arbitres assistants : Matěj Vlček Ivo Nádvorník Quatrième arbitre : Miroslav Zelinka |

| 1re journée                 | Heart of Midlothian             | 0 - 4   | İstanbul Başakşehir FK                                  | Tynecastle Stadium, Édimbourg | |
| 8 septembre 2022 18h45 CEST |                                 | (0 - 1) | 26e Kaldırım · 67e Ndayishimiye · 75e Okaka · 82e Özcan | Spectateurs : 15 131 Arbitrage : Krzysztof Jakubik Arbitres assistants : Arkadiusz Wójcik Tomasz Niemirowski Quatrième arbitre : Damian Kos | Spectateurs : 15 131 Arbitrage : Krzysztof Jakubik Arbitres assistants : Arkadiusz Wójcik Tomasz Niemirowski Quatrième arbitre : Damian Kos |
| 8 septembre 2022 18h45 CEST | Atkinson 57e · Connor Smith 81e | Rapport | 37e Touba                                               | Spectateurs : 15 131 Arbitrage : Krzysztof Jakubik Arbitres assistants : Arkadiusz Wójcik Tomasz Niemirowski Quatrième arbitre : Damian Kos | Spectateurs : 15 131 Arbitrage : Krzysztof Jakubik Arbitres assistants : Arkadiusz Wójcik Tomasz Niemirowski Quatrième arbitre : Damian Kos |

| 2e journée                   | FK RFS                                                                       | 0 - 2   | Heart of Midlothian                                                              | Skonto Stadion, Riga | |
| 15 septembre 2022 21h00 CEST |                                                                              | (0 - 1) | 43e (pen.) Shankland · 90+3e Forrest                                             | Spectateurs : 6 747 Arbitrage : Aleksandar Stavrev Arbitres assistants : Goce Petreski Dejan Kostadinov Quatrième arbitre : Jovan Kachevski | Spectateurs : 6 747 Arbitrage : Aleksandar Stavrev Arbitres assistants : Goce Petreski Dejan Kostadinov Quatrième arbitre : Jovan Kachevski |
| 15 septembre 2022 21h00 CEST | Jagodinskis (en) 42e · Šimkovič (en) 45+1e · Mareš (en) 52e · Panić (en) 80e | Rapport | 6e Cochrane · 45+1e Shankland · 74e Gordon · 79e Ginnelly (en) · 83e Haring (en) | Spectateurs : 6 747 Arbitrage : Aleksandar Stavrev Arbitres assistants : Goce Petreski Dejan Kostadinov Quatrième arbitre : Jovan Kachevski | Spectateurs : 6 747 Arbitrage : Aleksandar Stavrev Arbitres assistants : Goce Petreski Dejan Kostadinov Quatrième arbitre : Jovan Kachevski |

| 2e journée                   | İstanbul Başakşehir FK      | 3 - 0   | ACF Fiorentina               | Stade Fatih-Terim de Başakşehir, Istanbul | |
| 15 septembre 2022 21h00 CEST | Gürler 57e 71e · Traoré 90e | (0 - 0) |                              | Spectateurs : 5 857 Arbitrage : Guillermo Cuadra Fernández Arbitres assistants : Guadalupe Porras Ayuso José Antonio Garrido Romero Quatrième arbitre : Miguel Ángel Ortiz Arias | Spectateurs : 5 857 Arbitrage : Guillermo Cuadra Fernández Arbitres assistants : Guadalupe Porras Ayuso José Antonio Garrido Romero Quatrième arbitre : Miguel Ángel Ortiz Arias |
| 15 septembre 2022 21h00 CEST |                             | Rapport | 22e, 75e Ikoné · 61e Amrabat | Spectateurs : 5 857 Arbitrage : Guillermo Cuadra Fernández Arbitres assistants : Guadalupe Porras Ayuso José Antonio Garrido Romero Quatrième arbitre : Miguel Ángel Ortiz Arias | Spectateurs : 5 857 Arbitrage : Guillermo Cuadra Fernández Arbitres assistants : Guadalupe Porras Ayuso José Antonio Garrido Romero Quatrième arbitre : Miguel Ángel Ortiz Arias |

| 3e journée                | Heart of Midlothian                             | 0 - 3   | ACF Fiorentina                         | Tynecastle Stadium, Édimbourg                                                                                                  | |
| 6 octobre 2022 21h00 CEST |                                                 | (0 - 2) | 4e Mandragora · 42e Kouamé · 79e Jović | Spectateurs : 17 243 Arbitrage : Erik Lambrechts Arbitres assistants : Jo De Weirdt Kevin Monteny Quatrième arbitre : Wim Smet | Spectateurs : 17 243 Arbitrage : Erik Lambrechts Arbitres assistants : Jo De Weirdt Kevin Monteny Quatrième arbitre : Wim Smet |
| 6 octobre 2022 21h00 CEST | Kingsley 25e · Neilson 48e · Kiomourtzoglou 56e | Rapport |                                        | Spectateurs : 17 243 Arbitrage : Erik Lambrechts Arbitres assistants : Jo De Weirdt Kevin Monteny Quatrième arbitre : Wim Smet | Spectateurs : 17 243 Arbitrage : Erik Lambrechts Arbitres assistants : Jo De Weirdt Kevin Monteny Quatrième arbitre : Wim Smet |

| 3e journée                | FK RFS                                                    | 0 - 0   | İstanbul Başakşehir FK      | Skonto Stadion, Riga | |
| 6 octobre 2022 21h00 CEST |                                                           | (0 - 0) |                             | Spectateurs : 5 154 Arbitrage : Radu Petrescu Arbitres assistants : Mircea Mihail Grigoriu Adrian Radu Ghinguleac Quatrième arbitre : Marcel Bîrsan | Spectateurs : 5 154 Arbitrage : Radu Petrescu Arbitres assistants : Mircea Mihail Grigoriu Adrian Radu Ghinguleac Quatrième arbitre : Marcel Bîrsan |
| 6 octobre 2022 21h00 CEST | Šimkovič (en) 60e, 70e · Mareš (en) 89e · Šteinbors 90+3e | Rapport | 61e Tekdemir · 90+4e Traoré | Spectateurs : 5 154 Arbitrage : Radu Petrescu Arbitres assistants : Mircea Mihail Grigoriu Adrian Radu Ghinguleac Quatrième arbitre : Marcel Bîrsan | Spectateurs : 5 154 Arbitrage : Radu Petrescu Arbitres assistants : Mircea Mihail Grigoriu Adrian Radu Ghinguleac Quatrième arbitre : Marcel Bîrsan |

| 4e journée                 | İstanbul Başakşehir FK    | 3 - 0   | FK RFS         | Stade Fatih-Terim de Başakşehir, Istanbul                                                                                               | |
| 13 octobre 2022 18h45 CEST | Türüç 11e · Okaka 45e 72e | (2 - 0) |                | Spectateurs : 3 080 Arbitrage : Philip Farrugia Arbitres assistants : Alan Camilleri Duncan Sultana Quatrième arbitre : Ishmael Barbara | Spectateurs : 3 080 Arbitrage : Philip Farrugia Arbitres assistants : Alan Camilleri Duncan Sultana Quatrième arbitre : Ishmael Barbara |
| 13 octobre 2022 18h45 CEST | Okaka 36e                 | Rapport | 25e Jatta (en) | Spectateurs : 3 080 Arbitrage : Philip Farrugia Arbitres assistants : Alan Camilleri Duncan Sultana Quatrième arbitre : Ishmael Barbara | Spectateurs : 3 080 Arbitrage : Philip Farrugia Arbitres assistants : Alan Camilleri Duncan Sultana Quatrième arbitre : Ishmael Barbara |

| 4e journée                 | ACF Fiorentina                                               | 5 - 1   | Heart of Midlothian                                                  | Stade Artemio-Franchi, Florence                                                                                              | |
| 13 octobre 2022 18h45 CEST | Jović 6e · Biraghi 22e · González 32e 78e (pen.) · Barák 38e | (4 - 0) | 47e Humphrys                                                         | Spectateurs : 18 576 Arbitrage : Ivan Bebek Arbitres assistants : Luka Pajić Goran Pataki Quatrième arbitre : Patrik Kolarić | Spectateurs : 18 576 Arbitrage : Ivan Bebek Arbitres assistants : Luka Pajić Goran Pataki Quatrième arbitre : Patrik Kolarić |
| 13 octobre 2022 18h45 CEST | Biraghi 69e · Venuti 85e                                     | Rapport | 48e Haring (en) · 69e Sibbick (en) · 78e Cochrane · 87e Connor Smith | Spectateurs : 18 576 Arbitrage : Ivan Bebek Arbitres assistants : Luka Pajić Goran Pataki Quatrième arbitre : Patrik Kolarić | Spectateurs : 18 576 Arbitrage : Ivan Bebek Arbitres assistants : Luka Pajić Goran Pataki Quatrième arbitre : Patrik Kolarić |

| 5e journée                 | ACF Fiorentina                  | 2 - 1   | İstanbul Başakşehir FK              | Stade Artemio-Franchi, Florence | |
| 27 octobre 2022 18h45 CEST | Jović 26e 62e                   | (1 - 1) | 15e Aleksić                         | Spectateurs : 14 345 Arbitrage : Allard Lindhout Arbitres assistants : Charles John Schaap Mario Diks Quatrième arbitre : Edwin van de Graaf | Spectateurs : 14 345 Arbitrage : Allard Lindhout Arbitres assistants : Charles John Schaap Mario Diks Quatrième arbitre : Edwin van de Graaf |
| 27 octobre 2022 18h45 CEST | Milenković 32e · Mandragora 86e | Rapport | 34e Okaka · 39e Chouiar · 67e Türüç | Spectateurs : 14 345 Arbitrage : Allard Lindhout Arbitres assistants : Charles John Schaap Mario Diks Quatrième arbitre : Edwin van de Graaf | Spectateurs : 14 345 Arbitrage : Allard Lindhout Arbitres assistants : Charles John Schaap Mario Diks Quatrième arbitre : Edwin van de Graaf |

| 5e journée                 | Heart of Midlothian         | 2 - 1   | FK RFS                                                   | Tynecastle Stadium, Édimbourg | |
| 27 octobre 2022 21h00 CEST | Shankland 3e · Halliday 12e | (2 - 1) | 39e Friesenbichler                                       | Spectateurs : 15 863 Arbitrage : Bram Van Driessche Arbitres assistants : Yves De Neve Kevin Monteny Quatrième arbitre : Kevin Van Damme | Spectateurs : 15 863 Arbitrage : Bram Van Driessche Arbitres assistants : Yves De Neve Kevin Monteny Quatrième arbitre : Kevin Van Damme |
| 27 octobre 2022 21h00 CEST | Shankland 44e               | Rapport | 19e Lipušček (en) · 75e Zjuzins · 90+3e Jagodinskis (en) | Spectateurs : 15 863 Arbitrage : Bram Van Driessche Arbitres assistants : Yves De Neve Kevin Monteny Quatrième arbitre : Kevin Van Damme | Spectateurs : 15 863 Arbitrage : Bram Van Driessche Arbitres assistants : Yves De Neve Kevin Monteny Quatrième arbitre : Kevin Van Damme |

| 6e journée                 | FK RFS      | 0 - 3   | ACF Fiorentina                         | Skonto Stadion, Riga | |
| 3 novembre 2022 16h30 CEST |             | (0 - 3) | 7e Barák · 44e Cabral · 45+2e Saponara | Spectateurs : 6 747 Arbitrage : Mads-Kristoffer Kristoffersen Arbitres assistants : Ole Kronlykke Jakob Mastrup Quatrième arbitre : Jørgen Daugbjerg Burchardt | Spectateurs : 6 747 Arbitrage : Mads-Kristoffer Kristoffersen Arbitres assistants : Ole Kronlykke Jakob Mastrup Quatrième arbitre : Jørgen Daugbjerg Burchardt |
| 3 novembre 2022 16h30 CEST | Zjuzins 55e | Rapport | 77e Quarta · 79e Venuti · 89e Bianco   | Spectateurs : 6 747 Arbitrage : Mads-Kristoffer Kristoffersen Arbitres assistants : Ole Kronlykke Jakob Mastrup Quatrième arbitre : Jørgen Daugbjerg Burchardt | Spectateurs : 6 747 Arbitrage : Mads-Kristoffer Kristoffersen Arbitres assistants : Ole Kronlykke Jakob Mastrup Quatrième arbitre : Jørgen Daugbjerg Burchardt |

| 6e journée                 | İstanbul Başakşehir FK                   | 3 - 1   | Heart of Midlothian                                                              | Stade Fatih-Terim de Başakşehir, Istanbul | |
| 3 novembre 2022 16h30 CEST | Ndayishimiye 4e · Gürler 33e · Özcan 64e | (2 - 0) | 90e Atkinson                                                                     | Spectateurs : 4 824 Arbitrage : Goga Kikacheishvili Arbitres assistants : Davit Gabisonia Davit Chigogidze Quatrième arbitre : Aleko Aptsiauri | Spectateurs : 4 824 Arbitrage : Goga Kikacheishvili Arbitres assistants : Davit Gabisonia Davit Chigogidze Quatrième arbitre : Aleko Aptsiauri |
| 3 novembre 2022 16h30 CEST | Aleksić 80e · Ndayishimiye 80e           | Rapport | 24e Sibbick (en) · 39e Connor Smith · 71e Atkinson · 80e Cochrane · 81e Halliday | Spectateurs : 4 824 Arbitrage : Goga Kikacheishvili Arbitres assistants : Davit Gabisonia Davit Chigogidze Quatrième arbitre : Aleko Aptsiauri | Spectateurs : 4 824 Arbitrage : Goga Kikacheishvili Arbitres assistants : Davit Gabisonia Davit Chigogidze Quatrième arbitre : Aleko Aptsiauri |

### Groupe B
| Rang | Équipe          | Pts | J | G | N | P | Bp | Bc | Diff |  | Résultats (▼ dom., ► ext.) |     |     |     |     |
| ---- | --------------- | --- | - | - | - | - | -- | -- | ---- |  | -------------------------- | --- | --- | --- | --- |
| 1    | West Ham United | 18  | 6 | 6 | 0 | 0 | 12 | 4  | +8   |  | West Ham United            |     | 2-1 | 1-0 | 3-1 |
| 2    | RSC Anderlecht  | 8   | 6 | 2 | 2 | 2 | 6  | 5  | +1   |  | RSC Anderlecht             | 0-1 |     | 1-0 | 2-2 |
| 3    | Silkeborg IF    | 6   | 6 | 2 | 0 | 4 | 12 | 7  | +5   |  | Silkeborg IF               | 2-3 | 0-2 |     | 5-0 |
| 4    | FCSB            | 2   | 6 | 0 | 2 | 4 | 3  | 18 | -15  |  | FCSB                       | 0-3 | 0-0 | 0-5 |     |

| 1re journée                 | RSC Anderlecht          | 1 - 0   | Silkeborg IF              | Lotto Park, Anderlecht | |
| 8 septembre 2022 18h45 CEST | Silva 81e (pen.)        | (0 - 0) |                           | Spectateurs : 11 557 Arbitrage : István Vad Arbitres assistants : Vencel Toth Istvan Albert Quatrième arbitre : Sandor Ando-Szabo | Spectateurs : 11 557 Arbitrage : István Vad Arbitres assistants : Vencel Toth Istvan Albert Quatrième arbitre : Sandor Ando-Szabo |
| 8 septembre 2022 18h45 CEST | Murillo 64e · Silva 81e |         | 26e Þórðarson · 80e Engel | Spectateurs : 11 557 Arbitrage : István Vad Arbitres assistants : Vencel Toth Istvan Albert Quatrième arbitre : Sandor Ando-Szabo | Spectateurs : 11 557 Arbitrage : István Vad Arbitres assistants : Vencel Toth Istvan Albert Quatrième arbitre : Sandor Ando-Szabo |

| 1re journée                 | West Ham United                              | 3 - 1   | FCSB                                 | Stade de Londres, Londres | |
| 8 septembre 2022 21h00 CEST | Bowen 69e (pen.) · Emerson 74e · Antonio 90e | (0 - 1) | 34e Cordea                           | Spectateurs : 33 312 Arbitrage : Benoît Bastien Arbitres assistants : Aurélien Berthomieu Hicham Zakrani Quatrième arbitre : Jérémie Pignard | Spectateurs : 33 312 Arbitrage : Benoît Bastien Arbitres assistants : Aurélien Berthomieu Hicham Zakrani Quatrième arbitre : Jérémie Pignard |
| 8 septembre 2022 21h00 CEST | Cornet 39e · Ogbonna 47e · Emerson 54e       | Rapport | 61e Dawa · 66e Târnovanu · 82e Oaidă | Spectateurs : 33 312 Arbitrage : Benoît Bastien Arbitres assistants : Aurélien Berthomieu Hicham Zakrani Quatrième arbitre : Jérémie Pignard | Spectateurs : 33 312 Arbitrage : Benoît Bastien Arbitres assistants : Aurélien Berthomieu Hicham Zakrani Quatrième arbitre : Jérémie Pignard |

| 2e journée                   | FCSB                                            | 0 - 0   | RSC Anderlecht        | Arena Națională, Bucarest | |
| 15 septembre 2022 21h00 CEST |                                                 | (0 - 0) |                       | Spectateurs : 29 613 Arbitrage : Sebastian Gishamer Arbitres assistants : Santino Schreiner Roland Riedel Quatrième arbitre : Christopher Jäeger | Spectateurs : 29 613 Arbitrage : Sebastian Gishamer Arbitres assistants : Santino Schreiner Roland Riedel Quatrième arbitre : Christopher Jäeger |
| 15 septembre 2022 21h00 CEST | Miculescu 19e · Olaru 32e · Compagno (en) 90+1e | Rapport | 9e Kana · 32e Murillo | Spectateurs : 29 613 Arbitrage : Sebastian Gishamer Arbitres assistants : Santino Schreiner Roland Riedel Quatrième arbitre : Christopher Jäeger | Spectateurs : 29 613 Arbitrage : Sebastian Gishamer Arbitres assistants : Santino Schreiner Roland Riedel Quatrième arbitre : Christopher Jäeger |

| 2e journée                   | Silkeborg IF              | 2 - 3   | West Ham United                         | JYSK Park, Silkeborg | |
| 15 septembre 2022 21h00 CEST | Kusk 5e · Tengstedt 75e   | (1 - 3) | 13e Lanzini · 25e Scamacca · 38e Dawson | Spectateurs : 6 702 Arbitrage : Fábio Veríssimo Arbitres assistants : Luis Campos Pedro Nuno de Sá Martins Quatrième arbitre : Miguel Bertolo Nogueira | Spectateurs : 6 702 Arbitrage : Fábio Veríssimo Arbitres assistants : Luis Campos Pedro Nuno de Sá Martins Quatrième arbitre : Miguel Bertolo Nogueira |
| 15 septembre 2022 21h00 CEST | Salquist 12e · Klynge 22e | Rapport | 89e Cresswell                           | Spectateurs : 6 702 Arbitrage : Fábio Veríssimo Arbitres assistants : Luis Campos Pedro Nuno de Sá Martins Quatrième arbitre : Miguel Bertolo Nogueira | Spectateurs : 6 702 Arbitrage : Fábio Veríssimo Arbitres assistants : Luis Campos Pedro Nuno de Sá Martins Quatrième arbitre : Miguel Bertolo Nogueira |

| 3e journée                | RSC Anderlecht                                        | 0 - 1   | West Ham United | Lotto Park, Anderlecht | |
| 6 octobre 2022 18h45 CEST |                                                       | (0 - 0) | 79e Scamacca    | Spectateurs : 17 033 Arbitrage : Novak Simović Arbitres assistants : Nikola Đorović Miloš Simović Quatrième arbitre : Milan Mitić | Spectateurs : 17 033 Arbitrage : Novak Simović Arbitres assistants : Nikola Đorović Miloš Simović Quatrième arbitre : Milan Mitić |
| 6 octobre 2022 18h45 CEST | Lanzini 67e · Ogbonna 73e · Coufal 82e · Downes 90+3e | Rapport | 75e Delcroix    | Spectateurs : 17 033 Arbitrage : Novak Simović Arbitres assistants : Nikola Đorović Miloš Simović Quatrième arbitre : Milan Mitić | Spectateurs : 17 033 Arbitrage : Novak Simović Arbitres assistants : Nikola Đorović Miloš Simović Quatrième arbitre : Milan Mitić |

| 3e journée                | Silkeborg IF                                                            | 5 - 0   | FCSB                                    | JYSK Park, Silkeborg | |
| 6 octobre 2022 18h45 CEST | Klynge 3e · Kusk 7e · Helenius 35e (pen.) · Þórðarson 58e · Adamsen 71e | (3 - 0) |                                         | Spectateurs : 5 945 Arbitrage : Mykola Balakin Arbitres assistants : Viktor Nyzhnyk Oleksandr Korniyko Quatrième arbitre : Yaroslav Kozyk | Spectateurs : 5 945 Arbitrage : Mykola Balakin Arbitres assistants : Viktor Nyzhnyk Oleksandr Korniyko Quatrième arbitre : Yaroslav Kozyk |
| 6 octobre 2022 18h45 CEST |                                                                         | Rapport | 15e Dulca · 34e Miculescu · 64e Popescu | Spectateurs : 5 945 Arbitrage : Mykola Balakin Arbitres assistants : Viktor Nyzhnyk Oleksandr Korniyko Quatrième arbitre : Yaroslav Kozyk | Spectateurs : 5 945 Arbitrage : Mykola Balakin Arbitres assistants : Viktor Nyzhnyk Oleksandr Korniyko Quatrième arbitre : Yaroslav Kozyk |

| 4e journée                 | FCSB                                    | 0 - 5   | Silkeborg IF                                              | Arena Națională, Bucarest | |
| 13 octobre 2022 21h00 CEST |                                         | (0 - 2) | 12e Kusk · 16e Klynge · 63e Tengstedt · 68e 70e Jørgensen | Spectateurs : 9 103 Arbitrage : Nick Walsh Arbitres assistants : Graeme Stewart Calum Spence Quatrième arbitre : Alan James Muir | Spectateurs : 9 103 Arbitrage : Nick Walsh Arbitres assistants : Graeme Stewart Calum Spence Quatrième arbitre : Alan James Muir |
| 13 octobre 2022 21h00 CEST | Crețu (en) 37e · Cordea 68e · Olaru 72e | Rapport | 73e Brink                                                 | Spectateurs : 9 103 Arbitrage : Nick Walsh Arbitres assistants : Graeme Stewart Calum Spence Quatrième arbitre : Alan James Muir | Spectateurs : 9 103 Arbitrage : Nick Walsh Arbitres assistants : Graeme Stewart Calum Spence Quatrième arbitre : Alan James Muir |

| 4e journée                 | West Ham United                        | 2 - 1   | RSC Anderlecht      | Stade de Londres, Londres | |
| 13 octobre 2022 21h00 CEST | Benrahma 14e · Bowen 30e               | (2 - 0) | 89e (pen.) Esposito | Spectateurs : 40 767 Arbitrage : Willy Delajod Arbitres assistants : Erwan Finjean Philippe Jeanne Quatrième arbitre : Thomas Léonard | Spectateurs : 40 767 Arbitrage : Willy Delajod Arbitres assistants : Erwan Finjean Philippe Jeanne Quatrième arbitre : Thomas Léonard |
| 13 octobre 2022 21h00 CEST | Paquetá 36e · Downes 59e · Johnson 88e | Rapport | 9e Arnstad          | Spectateurs : 40 767 Arbitrage : Willy Delajod Arbitres assistants : Erwan Finjean Philippe Jeanne Quatrième arbitre : Thomas Léonard | Spectateurs : 40 767 Arbitrage : Willy Delajod Arbitres assistants : Erwan Finjean Philippe Jeanne Quatrième arbitre : Thomas Léonard |

| 5e journée                 | RSC Anderlecht                   | 2 - 2   | FCSB                                          | Lotto Park, Anderlecht | |
| 27 octobre 2022 18h45 CEST | Verschaeren 38e · Vertonghen 75e | (1 - 0) | 60e Campagno · 82e Dawa                       | Spectateurs : 14 226 Arbitrage : Manfredas Lukjančukas Arbitres assistants : Vytenis Kazlauskas Mangirdas Mirauskas Quatrième arbitre : Robertas Šmitas | Spectateurs : 14 226 Arbitrage : Manfredas Lukjančukas Arbitres assistants : Vytenis Kazlauskas Mangirdas Mirauskas Quatrième arbitre : Robertas Šmitas |
| 27 octobre 2022 18h45 CEST | Murillo 43e, 90+4e · Hoedt 88e   | Rapport | 67e Compagno (en) · 88e Coman · 89e Miculescu | Spectateurs : 14 226 Arbitrage : Manfredas Lukjančukas Arbitres assistants : Vytenis Kazlauskas Mangirdas Mirauskas Quatrième arbitre : Robertas Šmitas | Spectateurs : 14 226 Arbitrage : Manfredas Lukjančukas Arbitres assistants : Vytenis Kazlauskas Mangirdas Mirauskas Quatrième arbitre : Robertas Šmitas |

| 5e journée                 | West Ham United                                 | 1 - 0   | Silkeborg IF     | Stade de Londres, Londres | |
| 27 octobre 2022 21h00 CEST | Lanzini 24e (pen.)                              | (1 - 0) |                  | Spectateurs : 35 911 Arbitrage : Joni Hyytiä Arbitres assistants : Jan-Peter Aravirta Veli-Matti Leppänen Sami Nykänen Quatrième arbitre : Antti Munukka | Spectateurs : 35 911 Arbitrage : Joni Hyytiä Arbitres assistants : Jan-Peter Aravirta Veli-Matti Leppänen Sami Nykänen Quatrième arbitre : Antti Munukka |
| 27 octobre 2022 21h00 CEST | Coventry (en) 37e · Scamacca 80e · Souček 90+1e | Rapport | 76e Klitten (en) | Spectateurs : 35 911 Arbitrage : Joni Hyytiä Arbitres assistants : Jan-Peter Aravirta Veli-Matti Leppänen Sami Nykänen Quatrième arbitre : Antti Munukka | Spectateurs : 35 911 Arbitrage : Joni Hyytiä Arbitres assistants : Jan-Peter Aravirta Veli-Matti Leppänen Sami Nykänen Quatrième arbitre : Antti Munukka |

| 6e journée                 | FCSB | 0 - 3   | West Ham United                            | Arena Națională, Bucarest | |
| 3 novembre 2022 21h00 CEST |      | (0 - 1) | 40e 65e Fornals · 56e (csc) Dawa           | Spectateurs : 20 172 Arbitrage : Sascha Stegemann Arbitres assistants : Marco Achmüller Christof Günsch Quatrième arbitre : Florian Badstübner | Spectateurs : 20 172 Arbitrage : Sascha Stegemann Arbitres assistants : Marco Achmüller Christof Günsch Quatrième arbitre : Florian Badstübner |
| 3 novembre 2022 21h00 CEST |      | Rapport | 32e Aguerd · 71e Mubama (en) · 73e Scarles | Spectateurs : 20 172 Arbitrage : Sascha Stegemann Arbitres assistants : Marco Achmüller Christof Günsch Quatrième arbitre : Florian Badstübner | Spectateurs : 20 172 Arbitrage : Sascha Stegemann Arbitres assistants : Marco Achmüller Christof Günsch Quatrième arbitre : Florian Badstübner |

| 6e journée                 | Silkeborg IF              | 0 - 2   | RSC Anderlecht                        | JYSK Park, Silkeborg | |
| 3 novembre 2022 21h00 CEST |                           | (0 - 1) | 20e Refaelov · 90+4e Raman            | Spectateurs : 6 810 Arbitrage : Daniele Chiffi Arbitres assistants : Giovanni Baccini Giorgio Peretti Quatrième arbitre : Matteo Marchetti | Spectateurs : 6 810 Arbitrage : Daniele Chiffi Arbitres assistants : Giovanni Baccini Giorgio Peretti Quatrième arbitre : Matteo Marchetti |
| 3 novembre 2022 21h00 CEST | Klynge 26e · Mattsson 79e | Rapport | 28e Delcroix · 71e Debast · 86e Silva | Spectateurs : 6 810 Arbitrage : Daniele Chiffi Arbitres assistants : Giovanni Baccini Giorgio Peretti Quatrième arbitre : Matteo Marchetti | Spectateurs : 6 810 Arbitrage : Daniele Chiffi Arbitres assistants : Giovanni Baccini Giorgio Peretti Quatrième arbitre : Matteo Marchetti |

### Groupe C
| Rang | Équipe            | Pts | J | G | N | P | Bp | Bc | Diff |  | Résultats (▼ dom., ► ext.) |     |     |     |     |
| ---- | ----------------- | --- | - | - | - | - | -- | -- | ---- |  | -------------------------- | --- | --- | --- | --- |
| 1    | Villarreal CF     | 13  | 6 | 4 | 1 | 1 | 14 | 9  | +5   |  | Villarreal CF              |     | 4-3 | 2-2 | 5-0 |
| 2    | Lech Poznań       | 9   | 6 | 2 | 3 | 1 | 12 | 7  | +5   |  | Lech Poznań                | 3-0 |     | 0-0 | 4-1 |
| 3    | Hapoël Beer-Sheva | 7   | 6 | 1 | 4 | 1 | 8  | 5  | +3   |  | Hapoël Beer-Sheva          | 1-2 | 1-1 |     | 4-0 |
| 4    | Austria Vienne    | 2   | 6 | 0 | 2 | 4 | 2  | 15 | -13  |  | Austria Vienne             | 0-1 | 1-1 | 0-0 |     |

| 1re journée                 | Villarreal CF                                      | 4 - 3   | Lech Poznań                      | Stade Ciutat de València, Valence | |
| 8 septembre 2022 18h45 CEST | Chukwueze 32e · Baena 36e 40e · Coquelin 89e       | (3 - 1) | 2e Skóraś · 47e (pen.) 52e Ishak | Spectateurs : 10 385 Arbitrage : Ali Palabıyık Arbitres assistants : Ceyhun Sesigüzel Serkan Olguncan Quatrième arbitre : Kadir Sağlam | Spectateurs : 10 385 Arbitrage : Ali Palabıyık Arbitres assistants : Ceyhun Sesigüzel Serkan Olguncan Quatrième arbitre : Kadir Sağlam |
| 8 septembre 2022 18h45 CEST | Mandi 46e · Cuenca 51e · Chukwueze 64e · Baena 82e | Rapport | 85e Murawski                     | Spectateurs : 10 385 Arbitrage : Ali Palabıyık Arbitres assistants : Ceyhun Sesigüzel Serkan Olguncan Quatrième arbitre : Kadir Sağlam | Spectateurs : 10 385 Arbitrage : Ali Palabıyık Arbitres assistants : Ceyhun Sesigüzel Serkan Olguncan Quatrième arbitre : Kadir Sağlam |

| 1re journée                 | Austria Vienne                         | 0 - 0   | Hapoël Beer-Sheva               | Stade Franz-Horr, Vienne | |
| 8 septembre 2022 18h45 CEST |                                        | (0 - 0) |                                 | Spectateurs : 9 400 Arbitrage : Horatiu Fesnic Arbitres assistants : Valentin Gabriel Avram Alexandru Cerei Quatrième arbitre : Sebastian Colțescu | Spectateurs : 9 400 Arbitrage : Horatiu Fesnic Arbitres assistants : Valentin Gabriel Avram Alexandru Cerei Quatrième arbitre : Sebastian Colțescu |
| 8 septembre 2022 18h45 CEST | Martins 39e · Gruber 68e · Holland 82e | Rapport | 25e Micha (en) · 51e Elias (en) | Spectateurs : 9 400 Arbitrage : Horatiu Fesnic Arbitres assistants : Valentin Gabriel Avram Alexandru Cerei Quatrième arbitre : Sebastian Colțescu | Spectateurs : 9 400 Arbitrage : Horatiu Fesnic Arbitres assistants : Valentin Gabriel Avram Alexandru Cerei Quatrième arbitre : Sebastian Colțescu |

| 2e journée                   | Hapoël Beer-Sheva                                                    | 1 - 2   | Villarreal CF                      | Stade Turner, Beer-Sheva | |
| 15 septembre 2022 21h00 CEST | Hatuel 63e                                                           | (0 - 1) | 28e (pen.) Morales · 67e Baena     | Spectateurs : 13 413 Arbitrage : William Collum Arbitres assistants : David McGeachie Francis Connor Quatrième arbitre : David Dickinson | Spectateurs : 13 413 Arbitrage : William Collum Arbitres assistants : David McGeachie Francis Connor Quatrième arbitre : David Dickinson |
| 15 septembre 2022 21h00 CEST | Selmani 24e · Hatuel (en) 60e · Bareiro (en) 84e · Souleïmanov 90+2e | Rapport | 46e Pino · 78e Cuenca · 82e Mojica | Spectateurs : 13 413 Arbitrage : William Collum Arbitres assistants : David McGeachie Francis Connor Quatrième arbitre : David Dickinson | Spectateurs : 13 413 Arbitrage : William Collum Arbitres assistants : David McGeachie Francis Connor Quatrième arbitre : David Dickinson |

| 2e journée                   | Lech Poznań                                                  | 4 - 1   | Austria Vienne                                 | Stade municipal de Poznań, Poznań | |
| 15 septembre 2022 21h00 CEST | Ishak 27e · Skóraś 64e · Velde 76e 90e                       | (1 - 1) | 29e Braunöder                                  | Spectateurs : 20 102 Arbitrage : Peter Kjærsgaard Arbitres assistants : Ole Kronlykke Dennis Rasmussen Quatrième arbitre : Jakob Sundberg | Spectateurs : 20 102 Arbitrage : Peter Kjærsgaard Arbitres assistants : Ole Kronlykke Dennis Rasmussen Quatrième arbitre : Jakob Sundberg |
| 15 septembre 2022 21h00 CEST | Rebocho 35e · Szymczak 58e · Douglas 66e · Bednarek (en) 68e | Rapport | 64e Gruber · 89e Galvão (en) · 90+1e Braunöder | Spectateurs : 20 102 Arbitrage : Peter Kjærsgaard Arbitres assistants : Ole Kronlykke Dennis Rasmussen Quatrième arbitre : Jakob Sundberg | Spectateurs : 20 102 Arbitrage : Peter Kjærsgaard Arbitres assistants : Ole Kronlykke Dennis Rasmussen Quatrième arbitre : Jakob Sundberg |

| 3e journée                | Lech Poznań               | 0 - 0   | Hapoël Beer-Sheva                 | Stade municipal de Poznań, Poznań                                                                                              | |
| 6 octobre 2022 18h45 CEST |                           | (0 - 0) |                                   | Spectateurs : 17 283 Arbitrage : Tamás Bognár Arbitres assistants : Balázs Buzás Peter Kobor Quatrième arbitre : Ferenc Karakó | Spectateurs : 17 283 Arbitrage : Tamás Bognár Arbitres assistants : Balázs Buzás Peter Kobor Quatrième arbitre : Ferenc Karakó |
| 6 octobre 2022 18h45 CEST | Velde 45e · Karlström 83e | Rapport | 29e Hatuel (en) · 86e Glazer (en) | Spectateurs : 17 283 Arbitrage : Tamás Bognár Arbitres assistants : Balázs Buzás Peter Kobor Quatrième arbitre : Ferenc Karakó | Spectateurs : 17 283 Arbitrage : Tamás Bognár Arbitres assistants : Balázs Buzás Peter Kobor Quatrième arbitre : Ferenc Karakó |

| 3e journée                | Villarreal CF                                 | 5 - 0   | Austria Vienne   | Stade Ciutat de València, Valence                                                                                            | |
| 6 octobre 2022 21h00 CEST | Baena 18e · Danjuma 43e · Morales 76e 80e 88e | (2 - 0) |                  | Spectateurs : 9 539 Arbitrage : Jochem Kamphuis Arbitres assistants : Mario Diks Rogier Honig Quatrième arbitre : Joey Kooij | Spectateurs : 9 539 Arbitrage : Jochem Kamphuis Arbitres assistants : Mario Diks Rogier Honig Quatrième arbitre : Joey Kooij |
| 6 octobre 2022 21h00 CEST | Étienne Capoue 57e                            | Rapport | 42e Kreiker (en) | Spectateurs : 9 539 Arbitrage : Jochem Kamphuis Arbitres assistants : Mario Diks Rogier Honig Quatrième arbitre : Joey Kooij | Spectateurs : 9 539 Arbitrage : Jochem Kamphuis Arbitres assistants : Mario Diks Rogier Honig Quatrième arbitre : Joey Kooij |

| 4e journée                 | Austria Vienne                | 0 - 1   | Villarreal CF                                           | Stade Franz-Horr, Vienne | |
| 13 octobre 2022 18h45 CEST |                               | (0 - 0) | 87e Jackson (Morales )                                  | Spectateurs : 11 000 Arbitrage : Georgi Kabakov Arbitres assistants : Diyan Valkov Martin Margaritov Quatrième arbitre : Ivaylo Stoyanov | Spectateurs : 11 000 Arbitrage : Georgi Kabakov Arbitres assistants : Diyan Valkov Martin Margaritov Quatrième arbitre : Ivaylo Stoyanov |
| 13 octobre 2022 18h45 CEST | Ranftl 26e · Polster (en) 67e | Rapport | 67e Lo Celso · 79e Jackson · 86e Morlanes · 90+1e Baena | Spectateurs : 11 000 Arbitrage : Georgi Kabakov Arbitres assistants : Diyan Valkov Martin Margaritov Quatrième arbitre : Ivaylo Stoyanov | Spectateurs : 11 000 Arbitrage : Georgi Kabakov Arbitres assistants : Diyan Valkov Martin Margaritov Quatrième arbitre : Ivaylo Stoyanov |

| 4e journée                 | Hapoël Beer-Sheva | 1 - 1   | Lech Poznań                       | Stade Turner, Beer-Sheva | |
| 13 octobre 2022 21h00 CEST | Hemed 9e (pen.)   | (1 - 1) | 44e Szymczak                      | Spectateurs : 11 668 Arbitrage : Ruddy Buquet Arbitres assistants : Guillaume Debart Cyril Gringore Quatrième arbitre : Bastien Dechepy | Spectateurs : 11 668 Arbitrage : Ruddy Buquet Arbitres assistants : Guillaume Debart Cyril Gringore Quatrième arbitre : Bastien Dechepy |
| 13 octobre 2022 21h00 CEST | Elias (en) 78e    | Rapport | 68e Karlström · 90+3e Marchwiński | Spectateurs : 11 668 Arbitrage : Ruddy Buquet Arbitres assistants : Guillaume Debart Cyril Gringore Quatrième arbitre : Bastien Dechepy | Spectateurs : 11 668 Arbitrage : Ruddy Buquet Arbitres assistants : Guillaume Debart Cyril Gringore Quatrième arbitre : Bastien Dechepy |

| 5e journée                 | Villarreal CF               | 2 - 2   | Hapoël Beer-Sheva                                                 | Stade Ciutat de València, Valence | |
| 27 octobre 2022 18h45 CEST | Chukwueze 57e · Danjuma 70e | (0 - 0) | 48e Hemed · 79e Yehezkel                                          | Spectateurs : 6 338 Arbitrage : Juxhin Xhaja Arbitres assistants : Nertil Bregasi Dojando Myftari Quatrième arbitre : Kreshnik Barjamaj | Spectateurs : 6 338 Arbitrage : Juxhin Xhaja Arbitres assistants : Nertil Bregasi Dojando Myftari Quatrième arbitre : Kreshnik Barjamaj |
| 27 octobre 2022 18h45 CEST | Baena 66e                   | Rapport | 54e Vítor · 63e Yehezkel (en) · 73e Lopes (en) · 90+3e Elias (en) | Spectateurs : 6 338 Arbitrage : Juxhin Xhaja Arbitres assistants : Nertil Bregasi Dojando Myftari Quatrième arbitre : Kreshnik Barjamaj | Spectateurs : 6 338 Arbitrage : Juxhin Xhaja Arbitres assistants : Nertil Bregasi Dojando Myftari Quatrième arbitre : Kreshnik Barjamaj |

| 5e journée                 | Austria Vienne  | 1 - 1   | Lech Poznań                                                          | Stade Franz-Horr, Vienne | |
| 27 octobre 2022 18h45 CEST | Keles 69e       | (0 - 0) | 48e Ishak                                                            | Spectateurs : 12 211 Arbitrage : Darren England Arbitres assistants : Harry Lennard James Mainwaring Quatrième arbitre : Nick Walsh | Spectateurs : 12 211 Arbitrage : Darren England Arbitres assistants : Harry Lennard James Mainwaring Quatrième arbitre : Nick Walsh |
| 27 octobre 2022 18h45 CEST | Galvão (en) 39e | Rapport | 70e Rebocho · 74e Murawski · 80e Milić · 85e Ishak · 90+4e Karlström | Spectateurs : 12 211 Arbitrage : Darren England Arbitres assistants : Harry Lennard James Mainwaring Quatrième arbitre : Nick Walsh | Spectateurs : 12 211 Arbitrage : Darren England Arbitres assistants : Harry Lennard James Mainwaring Quatrième arbitre : Nick Walsh |

| 6e journée                 | Lech Poznań                | 3 - 0   | Villarreal CF | Stade municipal de Poznań, Poznań | |
| 3 novembre 2022 21h00 CEST | Velde 27e · Skóraś 51e 77e | (1 - 0) |               | Spectateurs : 30 117 Arbitrage : Nathan Verboomen Arbitres assistants : Mathias Hillaert Ruben Wyns Quatrième arbitre : Lothar D'hondt | Spectateurs : 30 117 Arbitrage : Nathan Verboomen Arbitres assistants : Mathias Hillaert Ruben Wyns Quatrième arbitre : Lothar D'hondt |
| 3 novembre 2022 21h00 CEST |                            | Rapport | 72e Trigueros | Spectateurs : 30 117 Arbitrage : Nathan Verboomen Arbitres assistants : Mathias Hillaert Ruben Wyns Quatrième arbitre : Lothar D'hondt | Spectateurs : 30 117 Arbitrage : Nathan Verboomen Arbitres assistants : Mathias Hillaert Ruben Wyns Quatrième arbitre : Lothar D'hondt |

| 6e journée                 | Hapoël Beer-Sheva                                           | 4 - 0   | Austria Vienne  | Stade Turner, Beer-Sheva | |
| 3 novembre 2022 21h00 CEST | Yehezkel 29e · Safouri 33e · Shechter 63e · Handl 73e (csc) | (2 - 0) |                 | Spectateurs : 12 500 Arbitrage : Elchin Masiyev Arbitres assistants : Elşad Abdullayev Pərvin Talıbov Quatrième arbitre : Fərid Haciyev | Spectateurs : 12 500 Arbitrage : Elchin Masiyev Arbitres assistants : Elşad Abdullayev Pərvin Talıbov Quatrième arbitre : Fərid Haciyev |
| 3 novembre 2022 21h00 CEST | Hatuel (en) 40e                                             | Rapport | 45+1e Braunöder | Spectateurs : 12 500 Arbitrage : Elchin Masiyev Arbitres assistants : Elşad Abdullayev Pərvin Talıbov Quatrième arbitre : Fərid Haciyev | Spectateurs : 12 500 Arbitrage : Elchin Masiyev Arbitres assistants : Elşad Abdullayev Pərvin Talıbov Quatrième arbitre : Fərid Haciyev |

### Groupe D
| Rang | Équipe            | Pts | J | G | N | P | Bp | Bc | Diff |  | Résultats (▼ dom., ► ext.) |     |     |     |     |
| ---- | ----------------- | --- | - | - | - | - | -- | -- | ---- |  | -------------------------- | --- | --- | --- | --- |
| 1    | OGC Nice          | 9   | 6 | 2 | 3 | 1 | 8  | 7  | +1   |  | OGC Nice                   |     | 2-1 | 1-1 | 1-2 |
| 2    | Partizan Belgrade | 9   | 6 | 2 | 3 | 1 | 9  | 7  | +2   |  | Partizan Belgrade          | 1-1 |     | 2-0 | 1-1 |
| 3    | FC Cologne        | 8   | 6 | 2 | 2 | 2 | 8  | 8  | 0    |  | FC Cologne                 | 2-2 | 0-1 |     | 4-2 |
| 4    | FC Slovácko       | 5   | 6 | 1 | 2 | 3 | 8  | 11 | -3   |  | FC Slovácko                | 0-1 | 3-3 | 0-1 |     |

| 1re journée                 | FC Slovácko                                   | 3 - 3   | Partizan Belgrade                                       | Městský fotbalový stadion Miroslava Valenty, Uherské Hradiště                                                                      | |
| 8 septembre 2022 18h45 CEST | Kalabiška 5e 19e · Kozák 83e                  | (2 - 0) | 47e 52e Diabaté · 61e Gomes                             | Spectateurs : 7 032 Arbitrage : Rob Harvey Arbitres assistants : Wayne McDonnell Robert Clarke Quatrième arbitre : Robert Hennessy | Spectateurs : 7 032 Arbitrage : Rob Harvey Arbitres assistants : Wayne McDonnell Robert Clarke Quatrième arbitre : Robert Hennessy |
| 8 septembre 2022 18h45 CEST | Kozák 64e · Hofmann (en) 67e · Doski (en) 90e | Rapport | 22e Belić · 45+3e Natkho · 71e Saničanin · 77e Urošević | Spectateurs : 7 032 Arbitrage : Rob Harvey Arbitres assistants : Wayne McDonnell Robert Clarke Quatrième arbitre : Robert Hennessy | Spectateurs : 7 032 Arbitrage : Rob Harvey Arbitres assistants : Wayne McDonnell Robert Clarke Quatrième arbitre : Robert Hennessy |

| 1re journée                 | OGC Nice          | 1 - 1   | FC Cologne              | Allianz Riviera, Nice | |
| 8 septembre 2022 19h40 CEST | Delort 62e (pen.) | (0 - 1) | 19e Tigges              | Spectateurs : 19 000 Arbitrage : Luis Godinho Arbitres assistants : Rui Teixeira Pedro Almeida Quatrième arbitre : Gustavo Correia | Spectateurs : 19 000 Arbitrage : Luis Godinho Arbitres assistants : Rui Teixeira Pedro Almeida Quatrième arbitre : Gustavo Correia |
| 8 septembre 2022 19h40 CEST | Boudaoui 38e      | Rapport | 59e Hector · 60e Hübers | Spectateurs : 19 000 Arbitrage : Luis Godinho Arbitres assistants : Rui Teixeira Pedro Almeida Quatrième arbitre : Gustavo Correia | Spectateurs : 19 000 Arbitrage : Luis Godinho Arbitres assistants : Rui Teixeira Pedro Almeida Quatrième arbitre : Gustavo Correia |

| 2e journée                   | Partizan Belgrade | 1 - 1   | OGC Nice     | Stade du Partizan, Belgrade                                                                                                 | |
| 15 septembre 2022 21h00 CEST | Diabaté 60e       | (0 - 1) | 2e Bryan     | Spectateurs : 9 126 Arbitrage : Andrew Madley Arbitres assistants : Neil Davies Daniel Cook Quatrième arbitre : John Brooks | Spectateurs : 9 126 Arbitrage : Andrew Madley Arbitres assistants : Neil Davies Daniel Cook Quatrième arbitre : John Brooks |
| 15 septembre 2022 21h00 CEST | Traoré 52e        | Rapport | 79e Boudaoui | Spectateurs : 9 126 Arbitrage : Andrew Madley Arbitres assistants : Neil Davies Daniel Cook Quatrième arbitre : John Brooks | Spectateurs : 9 126 Arbitrage : Andrew Madley Arbitres assistants : Neil Davies Daniel Cook Quatrième arbitre : John Brooks |

| 2e journée                   | FC Cologne                                        | 4 - 2   | FC Slovácko                  | RheinEnergieStadion, Cologne | |
| 15 septembre 2022 21h00 CEST | Adamyan 10e · Dietz 42e · Ljubičić 65e (pen.) 74e | (2 - 0) | 49e Kalabiška · 52e Petržela | Spectateurs : 47 700 Arbitrage : Yevhen Aranovskyi Arbitres assistants : Valentyn Kutsev Viktor Matyash Quatrième arbitre : Yaroslav Kozyk | Spectateurs : 47 700 Arbitrage : Yevhen Aranovskyi Arbitres assistants : Valentyn Kutsev Viktor Matyash Quatrième arbitre : Yaroslav Kozyk |
| 15 septembre 2022 21h00 CEST | Duda 2e · Martel 36e · Maina 50e                  | Rapport | 56e Trávník                  | Spectateurs : 47 700 Arbitrage : Yevhen Aranovskyi Arbitres assistants : Valentyn Kutsev Viktor Matyash Quatrième arbitre : Yaroslav Kozyk | Spectateurs : 47 700 Arbitrage : Yevhen Aranovskyi Arbitres assistants : Valentyn Kutsev Viktor Matyash Quatrième arbitre : Yaroslav Kozyk |

| 3e journée                | FC Slovácko | 0 - 1   | OGC Nice                | Městský fotbalový stadion Miroslava Valenty, Uherské Hradiště                                                                                      | |
| 6 octobre 2022 18h45 CEST |             | (0 - 0) | 54e Pépé                | Spectateurs : 7 447 Arbitrage : Julian Weinberger Arbitres assistants : Maximilian Weiss Michael Obritzberger Quatrième arbitre : Alexander Harkam | Spectateurs : 7 447 Arbitrage : Julian Weinberger Arbitres assistants : Maximilian Weiss Michael Obritzberger Quatrième arbitre : Alexander Harkam |
| 6 octobre 2022 18h45 CEST | Trávník 30e | Rapport | 24e Dante · 90+8e Bulka | Spectateurs : 7 447 Arbitrage : Julian Weinberger Arbitres assistants : Maximilian Weiss Michael Obritzberger Quatrième arbitre : Alexander Harkam | Spectateurs : 7 447 Arbitrage : Julian Weinberger Arbitres assistants : Maximilian Weiss Michael Obritzberger Quatrième arbitre : Alexander Harkam |

| 3e journée                | FC Cologne | 0 - 1   | Partizan Belgrade | RheinEnergieStadion, Cologne | |
| 6 octobre 2022 21h00 CEST |            | (0 - 1) | 9e Marković       | Spectateurs : 47 000 Arbitrage : Ricardo de Burgos Bengoetxea Arbitres assistants : Roberto Díaz Pérez Del Palomar Iker De Francisco Grijalba Quatrième arbitre : Pablo González Fuertes | Spectateurs : 47 000 Arbitrage : Ricardo de Burgos Bengoetxea Arbitres assistants : Roberto Díaz Pérez Del Palomar Iker De Francisco Grijalba Quatrième arbitre : Pablo González Fuertes |
| 6 octobre 2022 21h00 CEST |            | Rapport | 90e Natkho        | Spectateurs : 47 000 Arbitrage : Ricardo de Burgos Bengoetxea Arbitres assistants : Roberto Díaz Pérez Del Palomar Iker De Francisco Grijalba Quatrième arbitre : Pablo González Fuertes | Spectateurs : 47 000 Arbitrage : Ricardo de Burgos Bengoetxea Arbitres assistants : Roberto Díaz Pérez Del Palomar Iker De Francisco Grijalba Quatrième arbitre : Pablo González Fuertes |

| 4e journée                 | Partizan Belgrade                                                     | 2 - 0   | FC Cologne                             | Stade du Partizan, Belgrade | |
| 13 octobre 2022 18h45 CEST | Diabaté 15e · Gomes 52e                                               | (1 - 0) |                                        | Spectateurs : 15 467 Arbitrage : Roi Reinshreiber Arbitres assistants : David Elia Biton Sagi Mezamber Quatrième arbitre : Erez Papir | Spectateurs : 15 467 Arbitrage : Roi Reinshreiber Arbitres assistants : David Elia Biton Sagi Mezamber Quatrième arbitre : Erez Papir |
| 13 octobre 2022 18h45 CEST | Diabaté 45+3e · Belić 58e · Marković 68e · Fejsa 74e · Urošević 90+4e | Rapport | 48e Hübers · 55e Hector · 90+4e Skhiri | Spectateurs : 15 467 Arbitrage : Roi Reinshreiber Arbitres assistants : David Elia Biton Sagi Mezamber Quatrième arbitre : Erez Papir | Spectateurs : 15 467 Arbitrage : Roi Reinshreiber Arbitres assistants : David Elia Biton Sagi Mezamber Quatrième arbitre : Erez Papir |

| 4e journée                 | OGC Nice               | 1 - 2   | FC Slovácko                                                            | Allianz Riviera, Nice | |
| 13 octobre 2022 21h00 CEST | Diop 14e               | (1 - 0) | 75e Tomič · 86e Reinberk                                               | Spectateurs : 0 Arbitrage : Iwan Griffith Arbitres assistants : Lewiss Edwards Johnathan Bryant Quatrième arbitre : Bryn Markham-Jones | Spectateurs : 0 Arbitrage : Iwan Griffith Arbitres assistants : Lewiss Edwards Johnathan Bryant Quatrième arbitre : Bryn Markham-Jones |
| 13 octobre 2022 21h00 CEST | Todibo 84e · Dante 85e | Rapport | 66e Doski (en) · 72e Sinyavskiy (en) · 90+4e Kozák · 90+4e Nguyen (en) | Spectateurs : 0 Arbitrage : Iwan Griffith Arbitres assistants : Lewiss Edwards Johnathan Bryant Quatrième arbitre : Bryn Markham-Jones | Spectateurs : 0 Arbitrage : Iwan Griffith Arbitres assistants : Lewiss Edwards Johnathan Bryant Quatrième arbitre : Bryn Markham-Jones |

| 5e journée                 | OGC Nice              | 2 - 1   | Partizan Belgrade | Allianz Riviera, Nice | |
| 27 octobre 2022 18h45 CEST | Pépé 29e · Lemina 77e | (1 - 0) | 74e Gomes         | Spectateurs : 11 324 Arbitrage : István Vad Arbitres assistants : Vencel Toth Istvan Albert Quatrième arbitre : Adam Farkas | Spectateurs : 11 324 Arbitrage : István Vad Arbitres assistants : Vencel Toth Istvan Albert Quatrième arbitre : Adam Farkas |
| 27 octobre 2022 18h45 CEST | Lemina 90+2e          | Rapport |                   | Spectateurs : 11 324 Arbitrage : István Vad Arbitres assistants : Vencel Toth Istvan Albert Quatrième arbitre : Adam Farkas | Spectateurs : 11 324 Arbitrage : István Vad Arbitres assistants : Vencel Toth Istvan Albert Quatrième arbitre : Adam Farkas |

| 5e journée                 | FC Slovácko                                                       | 0 - 1   | FC Cologne                                                                     | Městský fotbalový stadion Miroslava Valenty, Uherské Hradiště                                                                                   | |
| 28 octobre 2022 13h00 CEST |                                                                   | (0 - 0) | 82e (pen.) Duda                                                                | Spectateurs : 7 333 Arbitrage : Giorgi Kruashvili Arbitres assistants : Levan Varamishvili Zaza Pipia Quatrième arbitre : Davit Kharitonashvili | Spectateurs : 7 333 Arbitrage : Giorgi Kruashvili Arbitres assistants : Levan Varamishvili Zaza Pipia Quatrième arbitre : Davit Kharitonashvili |
| 28 octobre 2022 13h00 CEST | Trávník 54e · Kohút 81e · Daníček (en) 90+3e · Hofmann (en) 90+3e | Rapport | 54e Adamyan · 77e Huseinbašić · 83e Schindler (en) · 90+2e Duda · 90+5e Kilian | Spectateurs : 7 333 Arbitrage : Giorgi Kruashvili Arbitres assistants : Levan Varamishvili Zaza Pipia Quatrième arbitre : Davit Kharitonashvili | Spectateurs : 7 333 Arbitrage : Giorgi Kruashvili Arbitres assistants : Levan Varamishvili Zaza Pipia Quatrième arbitre : Davit Kharitonashvili |

| 6e journée                 | Partizan Belgrade                                                                 | 1 - 1   | FC Slovácko                         | Stade du Partizan, Belgrade | |
| 3 novembre 2022 21h00 CEST | Natkho 41e (pen.)                                                                 | (1 - 0) | 73e Mihálik                         | Spectateurs : 17 256 Arbitrage : Paweł Raczkowski Arbitres assistants : Radoslav Siejka Adam Kupsik Quatrième arbitre : Paweł Malec | Spectateurs : 17 256 Arbitrage : Paweł Raczkowski Arbitres assistants : Radoslav Siejka Adam Kupsik Quatrième arbitre : Paweł Malec |
| 3 novembre 2022 21h00 CEST | Filipović 44e · Traoré 88e · Vujačić (en) 90+2e · Urošević 90+3e · Marković 90+4e | Rapport | 16e Šimko (en) · 40e Kalabiška (en) | Spectateurs : 17 256 Arbitrage : Paweł Raczkowski Arbitres assistants : Radoslav Siejka Adam Kupsik Quatrième arbitre : Paweł Malec | Spectateurs : 17 256 Arbitrage : Paweł Raczkowski Arbitres assistants : Radoslav Siejka Adam Kupsik Quatrième arbitre : Paweł Malec |

| 6e journée                 | FC Cologne                 | 2 - 2   | OGC Nice                  | RheinEnergieStadion, Cologne | |
| 3 novembre 2022 21h00 CEST | Huseinbašić 48e · Duda 60e | (0 - 2) | 40e Laborde · 43e Brahimi | Spectateurs : 47 000 Arbitrage : César Soto Grado Arbitres assistants : Carlos Álvarez Fernández Iker De Francisco Grijalba Quatrième arbitre : Alejandro Muñíz Ruiz | Spectateurs : 47 000 Arbitrage : César Soto Grado Arbitres assistants : Carlos Álvarez Fernández Iker De Francisco Grijalba Quatrième arbitre : Alejandro Muñíz Ruiz |
| 3 novembre 2022 21h00 CEST | Hübers 55e · Maina 69e     | Rapport |                           | Spectateurs : 47 000 Arbitrage : César Soto Grado Arbitres assistants : Carlos Álvarez Fernández Iker De Francisco Grijalba Quatrième arbitre : Alejandro Muñíz Ruiz | Spectateurs : 47 000 Arbitrage : César Soto Grado Arbitres assistants : Carlos Álvarez Fernández Iker De Francisco Grijalba Quatrième arbitre : Alejandro Muñíz Ruiz |

### Groupe E
| Rang | Équipe           | Pts | J | G | N | P | Bp | Bc | Diff |  | Résultats (▼ dom., ► ext.) |     |     |     |     |
| ---- | ---------------- | --- | - | - | - | - | -- | -- | ---- |  | -------------------------- | --- | --- | --- | --- |
| 1    | AZ Alkmaar       | 15  | 6 | 5 | 0 | 1 | 12 | 6  | +6   |  | AZ Alkmaar                 |     | 2-1 | 3-2 | 4-1 |
| 2    | SK Dnipro-1      | 10  | 6 | 3 | 1 | 2 | 9  | 7  | +2   |  | SK Dnipro-1                | 0-1 |     | 1-0 | 2-2 |
| 3    | Apollon Limassol | 7   | 6 | 2 | 1 | 3 | 5  | 7  | -2   |  | Apollon Limassol           | 1-0 | 1-3 |     | 1-0 |
| 4    | FC Vaduz         | 2   | 6 | 0 | 2 | 4 | 5  | 11 | -6   |  | FC Vaduz                   | 1-2 | 1-2 | 0-0 |     |

| 1re journée                 | SK Dnipro-1 | 0 - 1   | AZ Alkmaar   | Košická futbalová aréna, Košice ( Slovaquie)                                                                                      | |
| 8 septembre 2022 21h00 CEST |             | (0 - 0) | 63e de Wit   | Spectateurs : 3 347 Arbitrage : Yigal Frid Arbitres assistants : Omer Barbiro Mati Yacobov Quatrième arbitre : Shalom Ben Avraham | Spectateurs : 3 347 Arbitrage : Yigal Frid Arbitres assistants : Omer Barbiro Mati Yacobov Quatrième arbitre : Shalom Ben Avraham |
| 8 septembre 2022 21h00 CEST |             | Rapport | 90+2e Bazoer | Spectateurs : 3 347 Arbitrage : Yigal Frid Arbitres assistants : Omer Barbiro Mati Yacobov Quatrième arbitre : Shalom Ben Avraham | Spectateurs : 3 347 Arbitrage : Yigal Frid Arbitres assistants : Omer Barbiro Mati Yacobov Quatrième arbitre : Shalom Ben Avraham |

| 1re journée                 | FC Vaduz                                 | 0 - 0   | Apollon Limassol        | Rheinpark Stadion, Vaduz | |
| 8 septembre 2022 21h00 CEST |                                          | (0 - 0) |                         | Spectateurs : 1 188 Arbitrage : Dumitri Muntean Arbitres assistants : Vladislav Lifciu Andrei Bodean Quatrième arbitre : Veaceslav Banari | Spectateurs : 1 188 Arbitrage : Dumitri Muntean Arbitres assistants : Vladislav Lifciu Andrei Bodean Quatrième arbitre : Veaceslav Banari |
| 8 septembre 2022 21h00 CEST | Sutter 28e · Sasere (en) 48e · Hadzi 83e | Rapport | 84e Ba · 90+2e Aleesami | Spectateurs : 1 188 Arbitrage : Dumitri Muntean Arbitres assistants : Vladislav Lifciu Andrei Bodean Quatrième arbitre : Veaceslav Banari | Spectateurs : 1 188 Arbitrage : Dumitri Muntean Arbitres assistants : Vladislav Lifciu Andrei Bodean Quatrième arbitre : Veaceslav Banari |

| 2e journée                   | Apollon Limassol            | 1 - 3   | SK Dnipro-1                                              | Stade GSP, Nicosie | |
| 15 septembre 2022 18h45 CEST | Píttas 58e                  | (0 - 3) | 11e Rubchynskyi · 26e 45e Dovbyk                         | Spectateurs : 4 158 Arbitrage : Ádám Farkas Arbitres assistants : Balázs Szert Péter Garai Quatrième arbitre : Bence Csonka | Spectateurs : 4 158 Arbitrage : Ádám Farkas Arbitres assistants : Balázs Szert Péter Garai Quatrième arbitre : Bence Csonka |
| 15 septembre 2022 18h45 CEST | Kyriákou 45+3e · Píttas 48e | Rapport | 17e Adamyuk (en) · 62e Babenko (en) · 90+1e Sarapiy (en) | Spectateurs : 4 158 Arbitrage : Ádám Farkas Arbitres assistants : Balázs Szert Péter Garai Quatrième arbitre : Bence Csonka | Spectateurs : 4 158 Arbitrage : Ádám Farkas Arbitres assistants : Balázs Szert Péter Garai Quatrième arbitre : Bence Csonka |

| 2e journée                   | AZ Alkmaar                                               | 4 - 1   | FC Vaduz                                | AFAS Stadion, Alkmaar | |
| 15 septembre 2022 18h45 CEST | Barası 19e · Beukema 81e · Sugawara 90+2e · de Wit 90+5e | (1 - 1) | 22e Goelzer                             | Spectateurs : 8 523 Arbitrage : Nick Walsh Arbitres assistants : Graeme Stewart Calum Spence Quatrième arbitre : Alan James Muir | Spectateurs : 8 523 Arbitrage : Nick Walsh Arbitres assistants : Graeme Stewart Calum Spence Quatrième arbitre : Alan James Muir |
| 15 septembre 2022 18h45 CEST |                                                          | Rapport | 29e Isik · 61e Büchel · 83e Dobras (en) | Spectateurs : 8 523 Arbitrage : Nick Walsh Arbitres assistants : Graeme Stewart Calum Spence Quatrième arbitre : Alan James Muir | Spectateurs : 8 523 Arbitrage : Nick Walsh Arbitres assistants : Graeme Stewart Calum Spence Quatrième arbitre : Alan James Muir |

| 3e journée                | SK Dnipro-1                              | 2 - 2   | FC Vaduz                                  | Košická futbalová aréna, Košice ( Slovaquie)                                                                           | |
| 6 octobre 2022 18h45 CEST | ( Busanello) Dovbyk 5e · Pikhalyonok 78e | (1 - 1) | 26e Fehr (Ulrich ) · 47e Gasser (Gajić )  | Spectateurs : 2 050 Arbitrage : Fran Jović Arbitres assistants : Hrvoje Radic Luka Pušić Quatrième arbitre : Dario Bel | Spectateurs : 2 050 Arbitrage : Fran Jović Arbitres assistants : Hrvoje Radic Luka Pušić Quatrième arbitre : Dario Bel |
| 6 octobre 2022 18h45 CEST | Blanco 65e · Svatok 90+3e                | Rapport | 67e Fosso · 83e Đokić (en) · 85e Omerovic | Spectateurs : 2 050 Arbitrage : Fran Jović Arbitres assistants : Hrvoje Radic Luka Pušić Quatrième arbitre : Dario Bel | Spectateurs : 2 050 Arbitrage : Fran Jović Arbitres assistants : Hrvoje Radic Luka Pušić Quatrième arbitre : Dario Bel |

| 3e journée                | AZ Alkmaar                                                               | 3 - 2   | Apollon Limassol                              | AFAS Stadion, Alkmaar | |
| 6 octobre 2022 21h00 CEST | ( Chatzidiákos) Odgaard 16e · de Wit 62e (pen.) · ( Kerkez) Karlsson 85e | (1 - 1) | 19e Joosten (Píttas ) · 71e Cabral (Vá (en) ) | Spectateurs : 10 016 Arbitrage : Rohit Saggi Arbitres assistants : Geir-Oskar Isaksen Morten Jensen Quatrième arbitre : Sivert Øksnes Amland | Spectateurs : 10 016 Arbitrage : Rohit Saggi Arbitres assistants : Geir-Oskar Isaksen Morten Jensen Quatrième arbitre : Sivert Øksnes Amland |
| 6 octobre 2022 21h00 CEST |                                                                          | Rapport | 67e Cabral (en) · 88e Vá (en) · 90e Dabo      | Spectateurs : 10 016 Arbitrage : Rohit Saggi Arbitres assistants : Geir-Oskar Isaksen Morten Jensen Quatrième arbitre : Sivert Øksnes Amland | Spectateurs : 10 016 Arbitrage : Rohit Saggi Arbitres assistants : Geir-Oskar Isaksen Morten Jensen Quatrième arbitre : Sivert Øksnes Amland |

| 4e journée                 | Apollon Limassol            | 1 - 0   | AZ Alkmaar                                      | Stade GSP, Nicosie | |
| 13 octobre 2022 18h45 CEST | ( Joosten (en)) Roberge 32e | (1 - 0) |                                                 | Spectateurs : 3 011 Arbitrage : Morten Krogh Arbitres assistants : Dennis Wollenberg Rasmussen Jesper Dahl Quatrième arbitre : Mikkel Redder | Spectateurs : 3 011 Arbitrage : Morten Krogh Arbitres assistants : Dennis Wollenberg Rasmussen Jesper Dahl Quatrième arbitre : Mikkel Redder |
| 13 octobre 2022 18h45 CEST | Jovanović 90+2e             | Rapport | 45+2e Chatzidiákos · 73e Odgaard · 90+2e de Wit | Spectateurs : 3 011 Arbitrage : Morten Krogh Arbitres assistants : Dennis Wollenberg Rasmussen Jesper Dahl Quatrième arbitre : Mikkel Redder | Spectateurs : 3 011 Arbitrage : Morten Krogh Arbitres assistants : Dennis Wollenberg Rasmussen Jesper Dahl Quatrième arbitre : Mikkel Redder |

| 4e journée                 | FC Vaduz                  | 1 - 2   | SK Dnipro-1                                                                                  | Rheinpark Stadion, Vaduz | |
| 13 octobre 2022 21h00 CEST | ( Fehr (en)) Rastoder 30e | (1 - 1) | 25e Hamache · 90+1e Dovbyk (Tanchyk (en) )                                                   | Spectateurs : 1 131 Arbitrage : Marian Alexandru Barbu Arbitres assistants : Imre-Laszlo Bucsi Mircea Cristian Orbuleț Quatrième arbitre : Lucian Ruşandu | Spectateurs : 1 131 Arbitrage : Marian Alexandru Barbu Arbitres assistants : Imre-Laszlo Bucsi Mircea Cristian Orbuleț Quatrième arbitre : Lucian Ruşandu |
| 13 octobre 2022 21h00 CEST | Tanchyk 54e               | Rapport | 63e Babenko (en) · 71e Hromov (en) · 78e Rubchynskyi · 90+4e Walef (en) · 90+5e Tanchyk (en) | Spectateurs : 1 131 Arbitrage : Marian Alexandru Barbu Arbitres assistants : Imre-Laszlo Bucsi Mircea Cristian Orbuleț Quatrième arbitre : Lucian Ruşandu | Spectateurs : 1 131 Arbitrage : Marian Alexandru Barbu Arbitres assistants : Imre-Laszlo Bucsi Mircea Cristian Orbuleț Quatrième arbitre : Lucian Ruşandu |

| 5e journée                 | FC Vaduz                     | 1 - 2   | AZ Alkmaar                                            | Rheinpark Stadion, Vaduz | |
| 27 octobre 2022 18h45 CEST | Hasler 76e                   | (0 - 0) | 50e Kerkez (Reijnders ) · 75e van Brederode (Clasie ) | Spectateurs : 1 949 Arbitrage : Don Robertson Arbitres assistants : Alan Mulvanny Ross MacLeod Quatrième arbitre : Grant Irvine | Spectateurs : 1 949 Arbitrage : Don Robertson Arbitres assistants : Alan Mulvanny Ross MacLeod Quatrième arbitre : Grant Irvine |
| 27 octobre 2022 18h45 CEST | Iodice (en) 50e · Ulrich 83e | Rapport | 52e Sugawara · 71e Bazoer                             | Spectateurs : 1 949 Arbitrage : Don Robertson Arbitres assistants : Alan Mulvanny Ross MacLeod Quatrième arbitre : Grant Irvine | Spectateurs : 1 949 Arbitrage : Don Robertson Arbitres assistants : Alan Mulvanny Ross MacLeod Quatrième arbitre : Grant Irvine |

| 5e journée                 | SK Dnipro-1                    | 1 - 0   | Apollon Limassol                               | Košická futbalová aréna, Košice ( Slovaquie)                                                                                          | |
| 27 octobre 2022 21h00 CEST | ( Adamyuk (en))Pikhalyonok 39e | (1 - 0) |                                                | Spectateurs : 2 520 Arbitrage : António Nobre Arbitres assistants : Pedro Ribeiro Nélson Pereira Quatrième arbitre : Ricardo Baixinho | Spectateurs : 2 520 Arbitrage : António Nobre Arbitres assistants : Pedro Ribeiro Nélson Pereira Quatrième arbitre : Ricardo Baixinho |
| 27 octobre 2022 21h00 CEST |                                | Rapport | 27e Jovanović · 88e Jradi (en) · 90+4e Diguiny | Spectateurs : 2 520 Arbitrage : António Nobre Arbitres assistants : Pedro Ribeiro Nélson Pereira Quatrième arbitre : Ricardo Baixinho | Spectateurs : 2 520 Arbitrage : António Nobre Arbitres assistants : Pedro Ribeiro Nélson Pereira Quatrième arbitre : Ricardo Baixinho |

| 6e journée                 | Apollon Limassol               | 1 - 0   | FC Vaduz                 | Stade GSP, Nicosie | |
| 3 novembre 2022 18h45 CEST | ( Shahar (en)) Roberge 32e     | (1 - 0) |                          | Spectateurs : 712 Arbitrage : Dario Bel Arbitres assistants : Goran Pataki Kruno Šarić Quatrième arbitre : Patrik Kolarić | Spectateurs : 712 Arbitrage : Dario Bel Arbitres assistants : Goran Pataki Kruno Šarić Quatrième arbitre : Patrik Kolarić |
| 3 novembre 2022 18h45 CEST | Aleesami 88e · Coll (en) 90+3e | Rapport | 23e Fosso · 58e Omerovic | Spectateurs : 712 Arbitrage : Dario Bel Arbitres assistants : Goran Pataki Kruno Šarić Quatrième arbitre : Patrik Kolarić | Spectateurs : 712 Arbitrage : Dario Bel Arbitres assistants : Goran Pataki Kruno Šarić Quatrième arbitre : Patrik Kolarić |

| 6e journée                 | AZ Alkmaar                                        | 2 - 1   | SK Dnipro-1           | AFAS Stadion, Alkmaar | |
| 3 novembre 2022 18h45 CEST | ( Karlsson) Odgaard 8e · ( Sugawara) Pavlídis 87e | (1 - 1) | 40e Dovbyk (Hamache ) | Spectateurs : 12 387 Arbitrage : Anastasios Papapetrou Arbitres assistants : Iordanis Aptosoglou Tryfon Petropoulos Quatrième arbitre : Andreas Gamaris | Spectateurs : 12 387 Arbitrage : Anastasios Papapetrou Arbitres assistants : Iordanis Aptosoglou Tryfon Petropoulos Quatrième arbitre : Andreas Gamaris |
| 3 novembre 2022 18h45 CEST | de Wit 69e                                        | Rapport | 57e Busanello (en)    | Spectateurs : 12 387 Arbitrage : Anastasios Papapetrou Arbitres assistants : Iordanis Aptosoglou Tryfon Petropoulos Quatrième arbitre : Andreas Gamaris | Spectateurs : 12 387 Arbitrage : Anastasios Papapetrou Arbitres assistants : Iordanis Aptosoglou Tryfon Petropoulos Quatrième arbitre : Andreas Gamaris |

### Groupe F
| Rang | Équipe          | Pts | J | G | N | P | Bp | Bc | Diff |  | Résultats (▼ dom., ► ext.) |     |     |     |     |
| ---- | --------------- | --- | - | - | - | - | -- | -- | ---- |  | -------------------------- | --- | --- | --- | --- |
| 1    | Djurgårdens IF  | 16  | 6 | 5 | 1 | 0 | 12 | 6  | +6   |  | Djurgårdens IF             |     | 4-2 | 3-2 | 1-0 |
| 2    | KAA La Gantoise | 8   | 6 | 2 | 2 | 2 | 10 | 6  | +4   |  | KAA La Gantoise            | 0-1 |     | 4-0 | 3-0 |
| 3    | Molde FK        | 7   | 6 | 2 | 1 | 3 | 9  | 10 | -1   |  | Molde FK                   | 2-3 | 0-0 |     | 3-0 |
| 4    | Shamrock Rovers | 2   | 6 | 0 | 2 | 4 | 1  | 10 | -9   |  | Shamrock Rovers            | 0-0 | 1-1 | 0-2 |     |

| 1re journée                 | Molde FK                     | 0 - 0   | KAA La Gantoise                               | Aker Stadion, Molde | |
| 8 septembre 2022 21h00 CEST |                              | (0 - 0) |                                               | Spectateurs : 4 158 Arbitrage : Petri Viljanen Arbitres assistants : Jan-Peter Aravirta Mika Lamppu Quatrième arbitre : Jouni Hyytiä | Spectateurs : 4 158 Arbitrage : Petri Viljanen Arbitres assistants : Jan-Peter Aravirta Mika Lamppu Quatrième arbitre : Jouni Hyytiä |
| 8 septembre 2022 21h00 CEST | Hussain (en) 60e · Kaasa 74e | Rapport | 34e Hanche-Olsen · 61e Kums · 79e Torunarigha | Spectateurs : 4 158 Arbitrage : Petri Viljanen Arbitres assistants : Jan-Peter Aravirta Mika Lamppu Quatrième arbitre : Jouni Hyytiä | Spectateurs : 4 158 Arbitrage : Petri Viljanen Arbitres assistants : Jan-Peter Aravirta Mika Lamppu Quatrième arbitre : Jouni Hyytiä |

| 1re journée                 | Shamrock Rovers           | 0 - 0   | Djurgårdens IF | Tallaght Stadium, Dublin | |
| 8 septembre 2022 21h00 CEST |                           | (0 - 0) |                | Spectateurs : 6 330 Arbitrage : Ivar Orri Kristjansson Arbitres assistants : Jóhann Gunnar Guðmundsson Birkir Sigurdarson Quatrième arbitre : Þorvaldur Arnason | Spectateurs : 6 330 Arbitrage : Ivar Orri Kristjansson Arbitres assistants : Jóhann Gunnar Guðmundsson Birkir Sigurdarson Quatrième arbitre : Þorvaldur Arnason |
| 8 septembre 2022 21h00 CEST | O'Neill 49e · Gaffney 84e | Rapport | 80e Schüller   | Spectateurs : 6 330 Arbitrage : Ivar Orri Kristjansson Arbitres assistants : Jóhann Gunnar Guðmundsson Birkir Sigurdarson Quatrième arbitre : Þorvaldur Arnason | Spectateurs : 6 330 Arbitrage : Ivar Orri Kristjansson Arbitres assistants : Jóhann Gunnar Guðmundsson Birkir Sigurdarson Quatrième arbitre : Þorvaldur Arnason |

| 2e journée                   | Djurgårdens IF                                               | 3 - 2   | Molde FK                                                   | Tele2 Arena, Stockholm | |
| 15 septembre 2022 18h45 CEST | ( Banda) Doumbouya 50e · ( Eriksson) Banda 58e · Asoro 90+1e | (0 - 1) | 39e (pen.) Fofana · 77e Breivik                            | Spectateurs : 16 673 Arbitrage : Gergő Bogár Arbitres assistants : Theodoros Georgiou Balázs Szalai Quatrième arbitre : Mihály Káprály | Spectateurs : 16 673 Arbitrage : Gergő Bogár Arbitres assistants : Theodoros Georgiou Balázs Szalai Quatrième arbitre : Mihály Káprály |
| 15 septembre 2022 18h45 CEST | Edvardsen 40e · Asoro 90+2e                                  | Rapport | 39e, 57e Fofana · 66e Grødem · 83e Eriksen · 89e Mannsverk | Spectateurs : 16 673 Arbitrage : Gergő Bogár Arbitres assistants : Theodoros Georgiou Balázs Szalai Quatrième arbitre : Mihály Káprály | Spectateurs : 16 673 Arbitrage : Gergő Bogár Arbitres assistants : Theodoros Georgiou Balázs Szalai Quatrième arbitre : Mihály Káprály |

| 2e journée                   | KAA La Gantoise                                       | 3 - 0   | Shamrock Rovers                | Ghelamco Arena, Gand | |
| 15 septembre 2022 18h45 CEST | ( Fofana) Cuypers 9e · Odjidja-Ofoe 18e ( Fofana) 65e | (2 - 0) |                                | Spectateurs : 7 813 Arbitrage : Visar Kastrati Arbitres assistants : Besnik Morina Granit Hyseni Quatrième arbitre : Genc Nuza | Spectateurs : 7 813 Arbitrage : Visar Kastrati Arbitres assistants : Besnik Morina Granit Hyseni Quatrième arbitre : Genc Nuza |
| 15 septembre 2022 18h45 CEST | Hauge 73e                                             | Rapport | 73e Greene · 77e Kavanagh (en) | Spectateurs : 7 813 Arbitrage : Visar Kastrati Arbitres assistants : Besnik Morina Granit Hyseni Quatrième arbitre : Genc Nuza | Spectateurs : 7 813 Arbitrage : Visar Kastrati Arbitres assistants : Besnik Morina Granit Hyseni Quatrième arbitre : Genc Nuza |

| 3e journée                | Molde FK                                     | 3 - 0   | Shamrock Rovers                               | Aker Stadion, Molde | |
| 6 octobre 2022 18h45 CEST | Brynhildsen 10e 49e · Hussain 58e            | (1 - 0) |                                               | Spectateurs : 3 669 Arbitrage : Miloš Milanović Arbitres assistants : Stefan Vojnić Milan Šutulović Quatrième arbitre : Aleksandar Živković | Spectateurs : 3 669 Arbitrage : Miloš Milanović Arbitres assistants : Stefan Vojnić Milan Šutulović Quatrième arbitre : Aleksandar Živković |
| 6 octobre 2022 18h45 CEST | Mannsverk 51e · Brynhildsen 63e · Haugan 67e | Rapport | 26e Emakhu · 60e Kavanagh (en) · 82e Farrugia | Spectateurs : 3 669 Arbitrage : Miloš Milanović Arbitres assistants : Stefan Vojnić Milan Šutulović Quatrième arbitre : Aleksandar Živković | Spectateurs : 3 669 Arbitrage : Miloš Milanović Arbitres assistants : Stefan Vojnić Milan Šutulović Quatrième arbitre : Aleksandar Živković |

| 3e journée                | KAA La Gantoise | 0 - 1   | Djurgårdens IF                             | Ghelamco Arena, Gand | |
| 6 octobre 2022 21h00 CEST |                 | (0 - 1) | 37e Danielson (Eriksson )                  | Spectateurs : 10 896 Arbitrage : Aleksei Kulbakov Arbitres assistants : Dmitri Zhuk Oleg Maslyanko Quatrième arbitre : Dmitri Dmitriev | Spectateurs : 10 896 Arbitrage : Aleksei Kulbakov Arbitres assistants : Dmitri Zhuk Oleg Maslyanko Quatrième arbitre : Dmitri Dmitriev |
| 6 octobre 2022 21h00 CEST |                 | Rapport | 66e Finndell · 73e Asoro · 90+4e Edvardsen | Spectateurs : 10 896 Arbitrage : Aleksei Kulbakov Arbitres assistants : Dmitri Zhuk Oleg Maslyanko Quatrième arbitre : Dmitri Dmitriev | Spectateurs : 10 896 Arbitrage : Aleksei Kulbakov Arbitres assistants : Dmitri Zhuk Oleg Maslyanko Quatrième arbitre : Dmitri Dmitriev |

| 4e journée                 | Djurgårdens IF                                                                           | 4 - 2   | KAA La Gantoise                                | Tele2 Arena, Stockholm | |
| 13 octobre 2022 18h45 CEST | ( Wikheim) Holmberg 21e · ( Eriksson) Wikheim 42e ( Asoro) 46e · ( Eriksson) Banda 45+4e | (3 - 0) | 61e Depoitre (Fortuna ) · 73e Cuypers (Hauge ) | Spectateurs : 16 822 Arbitrage : Manfredas Lukjančukas Arbitres assistants : Dainius Raudys Vytenis Kazlauskas Quatrième arbitre : Mindaugas Jackus | Spectateurs : 16 822 Arbitrage : Manfredas Lukjančukas Arbitres assistants : Dainius Raudys Vytenis Kazlauskas Quatrième arbitre : Mindaugas Jackus |
| 13 octobre 2022 18h45 CEST | Johansson 37e                                                                            | Rapport | 66e Cuypers · 90+2e Fortuna                    | Spectateurs : 16 822 Arbitrage : Manfredas Lukjančukas Arbitres assistants : Dainius Raudys Vytenis Kazlauskas Quatrième arbitre : Mindaugas Jackus | Spectateurs : 16 822 Arbitrage : Manfredas Lukjančukas Arbitres assistants : Dainius Raudys Vytenis Kazlauskas Quatrième arbitre : Mindaugas Jackus |

| 4e journée                 | Shamrock Rovers         | 0 - 2   | Molde FK                                      | Tallaght Stadium, Dublin                                                                                                   | |
| 13 octobre 2022 21h00 CEST |                         | (0 - 1) | ( Breivik) 33e Fofana · ( Eikrem) 69e Eriksen | Spectateurs : 5 860 Arbitrage : Dario Bel Arbitres assistants : Marjan Tomas Kruno Šarić Quatrième arbitre : Tihomir Pejin | Spectateurs : 5 860 Arbitrage : Dario Bel Arbitres assistants : Marjan Tomas Kruno Šarić Quatrième arbitre : Tihomir Pejin |
| 13 octobre 2022 21h00 CEST | Cleary 3e · O'Neill 87e | Rapport | 53e Fofana · 78e Breivik · 79e Eriksen        | Spectateurs : 5 860 Arbitrage : Dario Bel Arbitres assistants : Marjan Tomas Kruno Šarić Quatrième arbitre : Tihomir Pejin | Spectateurs : 5 860 Arbitrage : Dario Bel Arbitres assistants : Marjan Tomas Kruno Šarić Quatrième arbitre : Tihomir Pejin |

| 5e journée                 | Molde FK                                       | 2 - 3   | Djurgårdens IF                                                             | Aker Stadion, Molde | |
| 27 octobre 2022 21h00 CEST | ( Kaasa) Brynhildsen 5e · ( Breivik) Kaasa 21e | (2 - 1) | 44e Edvardsen (Wikheim ) · 67e Asoro (Bengtsson ) · 76e Radetinac (Asoro ) | Spectateurs : 5 545 Arbitrage : Urs Schnyder Arbitres assistants : Benjamin Zürcher Marco Zürcher Quatrième arbitre : Sven Wolfensberger | Spectateurs : 5 545 Arbitrage : Urs Schnyder Arbitres assistants : Benjamin Zürcher Marco Zürcher Quatrième arbitre : Sven Wolfensberger |
| 27 octobre 2022 21h00 CEST | Schüller 58e                                   | Rapport | 45e Risa · 58e Breivik · 65e Løvik · 70e Brynhildsen                       | Spectateurs : 5 545 Arbitrage : Urs Schnyder Arbitres assistants : Benjamin Zürcher Marco Zürcher Quatrième arbitre : Sven Wolfensberger | Spectateurs : 5 545 Arbitrage : Urs Schnyder Arbitres assistants : Benjamin Zürcher Marco Zürcher Quatrième arbitre : Sven Wolfensberger |

| 5e journée                 | Shamrock Rovers                                                                              | 1 - 1   | KAA La Gantoise    | Tallaght Stadium, Dublin | |
| 27 octobre 2022 21h00 CEST | ( Towell) Gaffney 3e                                                                         | (1 - 0) | 74e Hong (Godeau ) | Spectateurs : 6 203 Arbitrage : Julian Weinberger Arbitres assistants : Sara Telek Maximilian Weiss Quatrième arbitre : Alexander Harkam | Spectateurs : 6 203 Arbitrage : Julian Weinberger Arbitres assistants : Sara Telek Maximilian Weiss Quatrième arbitre : Alexander Harkam |
| 27 octobre 2022 21h00 CEST | Ferizaj 25e, 73e · Kavanagh (en) 42e · Towell 66e · Farrugia 85e · Cleary 88e · Gannon 90+4e | Rapport | 35e Marreh         | Spectateurs : 6 203 Arbitrage : Julian Weinberger Arbitres assistants : Sara Telek Maximilian Weiss Quatrième arbitre : Alexander Harkam | Spectateurs : 6 203 Arbitrage : Julian Weinberger Arbitres assistants : Sara Telek Maximilian Weiss Quatrième arbitre : Alexander Harkam |

| 6e journée                 | Djurgårdens IF             | 1 - 0   | Shamrock Rovers                     | Tele2 Arena, Stockholm | |
| 3 novembre 2022 18h45 CEST | ( Holmberg) Eriksson 19e   | (1 - 0) |                                     | Spectateurs : 16 726 Arbitrage : Nick Walsh Arbitres assistants : Graeme Stewart Calum Spence Quatrième arbitre : Alan James Muir | Spectateurs : 16 726 Arbitrage : Nick Walsh Arbitres assistants : Graeme Stewart Calum Spence Quatrième arbitre : Alan James Muir |
| 3 novembre 2022 18h45 CEST | Schüller 88e · Ademi 90+1e | Rapport | 27e Cleary · 71e Byrne · 77e Gannon | Spectateurs : 16 726 Arbitrage : Nick Walsh Arbitres assistants : Graeme Stewart Calum Spence Quatrième arbitre : Alan James Muir | Spectateurs : 16 726 Arbitrage : Nick Walsh Arbitres assistants : Graeme Stewart Calum Spence Quatrième arbitre : Alan James Muir |

| 6e journée                 | KAA La Gantoise                                                            | 4 - 0   | Molde FK                             | Ghelamco Arena, Gand | |
| 3 novembre 2022 18h45 CEST | ( Hong) Hjulsager 52e · Godeau 62e · ( Hong) Kums 80e · Cuypers 89e (pen.) | (0 - 0) |                                      | Spectateurs : 12 000 Arbitrage : Sebastian Gishamer Arbitres assistants : Markus Reichholf Roland Riedel Quatrième arbitre : Alan Kijas | Spectateurs : 12 000 Arbitrage : Sebastian Gishamer Arbitres assistants : Markus Reichholf Roland Riedel Quatrième arbitre : Alan Kijas |
| 3 novembre 2022 18h45 CEST | Hjulsager 32e                                                              | Rapport | 28e Risa · 83e Løvik · 90+3e Eriksen | Spectateurs : 12 000 Arbitrage : Sebastian Gishamer Arbitres assistants : Markus Reichholf Roland Riedel Quatrième arbitre : Alan Kijas | Spectateurs : 12 000 Arbitrage : Sebastian Gishamer Arbitres assistants : Markus Reichholf Roland Riedel Quatrième arbitre : Alan Kijas |

### Groupe G
| Rang | Équipe        | Pts | J | G | N | P | Bp | Bc | Diff |  | Résultats (▼ dom., ► ext.) |     |     |     |     |
| ---- | ------------- | --- | - | - | - | - | -- | -- | ---- |  | -------------------------- | --- | --- | --- | --- |
| 1    | Sivasspor     | 11  | 6 | 3 | 2 | 1 | 11 | 7  | +4   |  | Sivasspor                  |     | 3-0 | 1-1 | 3-4 |
| 2    | CFR Cluj      | 10  | 6 | 3 | 1 | 2 | 5  | 5  | 0    |  | CFR Cluj                   | 0-1 |     | 2-0 | 1-0 |
| 3    | Slavia Prague | 8   | 6 | 2 | 2 | 2 | 6  | 7  | -1   |  | Slavia Prague              | 1-1 | 0-1 |     | 3-2 |
| 4    | KF Ballkani   | 4   | 6 | 1 | 1 | 4 | 8  | 11 | -3   |  | KF Ballkani                | 1-2 | 1-1 | 0-1 |     |

| 1re journée                 | KF Ballkani                       | 1 - 1   | CFR Cluj                                           | Stade de Fadil Vokrri, Pristina | |
| 8 septembre 2022 18h45 CEST | ( Rrahmani) Thaqi 65e             | (0 - 0) | 90+1e Matias (Scuffet )                            | Spectateurs : 5 673 Arbitrage : Urs Schnyder Arbitres assistants : Benjamin Zürcher Marco Zürcher Quatrième arbitre : Sven Wolfensberger | Spectateurs : 5 673 Arbitrage : Urs Schnyder Arbitres assistants : Benjamin Zürcher Marco Zürcher Quatrième arbitre : Sven Wolfensberger |
| 8 septembre 2022 18h45 CEST | Dellova (en) 17e · Korenica 90+3e | Rapport | 51e Adjei-Boateng · 89e Matias (en) · 90+5e Yeboah | Spectateurs : 5 673 Arbitrage : Urs Schnyder Arbitres assistants : Benjamin Zürcher Marco Zürcher Quatrième arbitre : Sven Wolfensberger | Spectateurs : 5 673 Arbitrage : Urs Schnyder Arbitres assistants : Benjamin Zürcher Marco Zürcher Quatrième arbitre : Sven Wolfensberger |

| 1re journée                 | Sivasspor                                         | 1 - 1   | Slavia Prague                        | Stade du 4-Septembre de Sivas, Sivas                                                                               | |
| 8 septembre 2022 21h00 CEST | ( Gradel) Saba (en) 26e                           | (1 - 1) | 4e Olayinka                          | Spectateurs : 5 472 Arbitrage : Fran Jović Arbitres assistants : Hrvoje Radic Luka Pušić Quatrième arbitre : Zebec | Spectateurs : 5 472 Arbitrage : Fran Jović Arbitres assistants : Hrvoje Radic Luka Pušić Quatrième arbitre : Zebec |
| 8 septembre 2022 21h00 CEST | Keïta (en) 29e, 90+1e · Gradel 60e · Goútas 90+1e | Rapport | 8e Jurásek · 60e Usor · 66e Masopust | Spectateurs : 5 472 Arbitrage : Fran Jović Arbitres assistants : Hrvoje Radic Luka Pušić Quatrième arbitre : Zebec | Spectateurs : 5 472 Arbitrage : Fran Jović Arbitres assistants : Hrvoje Radic Luka Pušić Quatrième arbitre : Zebec |

| 2e journée                   | CFR Cluj                 | 0 - 1   | Sivasspor                                       | Stade Docteur-Constantin-Rădulescu, Cluj-Napoca                                                                                | |
| 15 septembre 2022 18h45 CEST |                          | (0 - 1) | 28e (pen.) Gradel                               | Spectateurs : 7 026 Arbitrage : Allard Lindhout Arbitres assistants : Erwin Zeinstra Mario Diks Quatrième arbitre : Joey Kooij | Spectateurs : 7 026 Arbitrage : Allard Lindhout Arbitres assistants : Erwin Zeinstra Mario Diks Quatrième arbitre : Joey Kooij |
| 15 septembre 2022 18h45 CEST | Camora 60e · Burcă 90+5e | Rapport | 17e Çiftçi (en) · 85e Vural (en) · 90e Ulvestad | Spectateurs : 7 026 Arbitrage : Allard Lindhout Arbitres assistants : Erwin Zeinstra Mario Diks Quatrième arbitre : Joey Kooij | Spectateurs : 7 026 Arbitrage : Allard Lindhout Arbitres assistants : Erwin Zeinstra Mario Diks Quatrième arbitre : Joey Kooij |

| 2e journée                   | Slavia Prague                                                            | 3 - 2   | KF Ballkani                                           | Sinobo Stadium, Prague | |
| 15 septembre 2022 18h45 CEST | Frashëri 26e (csc) · ( Masopust) Olayinka 34e · ( Olayinka) Masopust 41e | (3 - 2) | 23e Krasniqi (Thaqi (en) ) · 29e Korenica (Rrahmani ) | Spectateurs : 18 156 Arbitrage : Willy Delajod Arbitres assistants : Erwan Finjean Philippe Jeanne Quatrième arbitre : Thomas Léonard | Spectateurs : 18 156 Arbitrage : Willy Delajod Arbitres assistants : Erwan Finjean Philippe Jeanne Quatrième arbitre : Thomas Léonard |
| 15 septembre 2022 18h45 CEST | Tiéhi (en) 27e · Traoré 55e · Schranz 69e                                | Rapport | 77e Sinani · 84e Thaçi                                | Spectateurs : 18 156 Arbitrage : Willy Delajod Arbitres assistants : Erwan Finjean Philippe Jeanne Quatrième arbitre : Thomas Léonard | Spectateurs : 18 156 Arbitrage : Willy Delajod Arbitres assistants : Erwan Finjean Philippe Jeanne Quatrième arbitre : Thomas Léonard |

| 3e journée                | Sivasspor                                                                       | 3 - 4   | KF Ballkani                                                          | Stade du 4-Septembre de Sivas, Sivas | |
| 6 octobre 2022 18h45 CEST | ( Saba) Ulvestad 1re · ( Saba) Yeşilyurt 75e · ( Yesilyurt (en)) Yatabaré 90+1e | (1 - 2) | 20e Thaqi · 31e Potoku · 66e Korenica (Thaqi (en) ) · 90+4e Krasniqi | Spectateurs : 4 336 Arbitrage : José Luis Munuera Montero Arbitres assistants : Antonio Martínez Moreno Iñigo de Ceraín Quatrième arbitre : Jorge Figueroa Vázquez | Spectateurs : 4 336 Arbitrage : José Luis Munuera Montero Arbitres assistants : Antonio Martínez Moreno Iñigo de Ceraín Quatrième arbitre : Jorge Figueroa Vázquez |
| 6 octobre 2022 18h45 CEST | Njie 73e · Çiftçi (en) 77e · Saba (en) 78e                                      | Rapport | 65e Emërllahu · 77e Zyba · 90+9e Sinani                              | Spectateurs : 4 336 Arbitrage : José Luis Munuera Montero Arbitres assistants : Antonio Martínez Moreno Iñigo de Ceraín Quatrième arbitre : Jorge Figueroa Vázquez | Spectateurs : 4 336 Arbitrage : José Luis Munuera Montero Arbitres assistants : Antonio Martínez Moreno Iñigo de Ceraín Quatrième arbitre : Jorge Figueroa Vázquez |

| 3e journée                | Slavia Prague | 0 - 1   | CFR Cluj                                                                 | Sinobo Stadium, Prague | |
| 6 octobre 2022 21h00 CEST |               | (0 - 1) | 45e Janga (Roger )                                                       | Spectateurs : 18 271 Arbitrage : Fabio Maresca Arbitres assistants : Fabiano Preti Giorgio Peretti Quatrième arbitre : Ivano Pezzuto | Spectateurs : 18 271 Arbitrage : Fabio Maresca Arbitres assistants : Fabiano Preti Giorgio Peretti Quatrième arbitre : Ivano Pezzuto |
| 6 octobre 2022 21h00 CEST | Usor 43e      | Rapport | 31e Matias (en) · 51e Muhar (en) · 60e Deac · 73e Yeboah · 90+3e Scuffet | Spectateurs : 18 271 Arbitrage : Fabio Maresca Arbitres assistants : Fabiano Preti Giorgio Peretti Quatrième arbitre : Ivano Pezzuto | Spectateurs : 18 271 Arbitrage : Fabio Maresca Arbitres assistants : Fabiano Preti Giorgio Peretti Quatrième arbitre : Ivano Pezzuto |

| 4e journée                 | CFR Cluj                                       | 2 - 0   | Slavia Prague                                                                   | Stade Docteur-Constantin-Rădulescu, Cluj-Napoca                                                                                    | |
| 13 octobre 2022 18h45 CEST | Deac 11e (pen.) · ( Roger) Matias 84e          | (1 - 0) |                                                                                 | Spectateurs : 11 218 Arbitrage : Luis Godinho Arbitres assistants : Rui Teixeira Pedro Almeida Quatrième arbitre : Miguel Nogueira | Spectateurs : 11 218 Arbitrage : Luis Godinho Arbitres assistants : Rui Teixeira Pedro Almeida Quatrième arbitre : Miguel Nogueira |
| 13 octobre 2022 18h45 CEST | Adjei-Boateng 13e · Yeboah 73e · Cvek (en) 83e | Rapport | 10e Olayinka · 45e Jurásek · 66e Traoré · 76e Dorley · 90e Masopust · 90e Ousou | Spectateurs : 11 218 Arbitrage : Luis Godinho Arbitres assistants : Rui Teixeira Pedro Almeida Quatrième arbitre : Miguel Nogueira | Spectateurs : 11 218 Arbitrage : Luis Godinho Arbitres assistants : Rui Teixeira Pedro Almeida Quatrième arbitre : Miguel Nogueira |

| 4e journée                 | KF Ballkani           | 1 - 2   | Sivasspor                                           | Stade de Fadil Vokrri, Pristina | |
| 13 octobre 2022 21h00 CEST | ( Korenica) Thaqi 36e | (1 - 0) | 72e Arslan (Gradel ) · 81e Angielski (Çiftçi (en) ) | Spectateurs : 12 650 Arbitrage : Manuel Schüttengruber Arbitres assistants : Roland Brandner Robert Steinacher Quatrième arbitre : Stefan Ebner | Spectateurs : 12 650 Arbitrage : Manuel Schüttengruber Arbitres assistants : Roland Brandner Robert Steinacher Quatrième arbitre : Stefan Ebner |
| 13 octobre 2022 21h00 CEST | Kuč 37e               | Rapport | 31e Yesilyurt (en) · 46e Charísis · 52e Paluli      | Spectateurs : 12 650 Arbitrage : Manuel Schüttengruber Arbitres assistants : Roland Brandner Robert Steinacher Quatrième arbitre : Stefan Ebner | Spectateurs : 12 650 Arbitrage : Manuel Schüttengruber Arbitres assistants : Roland Brandner Robert Steinacher Quatrième arbitre : Stefan Ebner |

| 5e journée                 | KF Ballkani                                                                                                 | 0 - 1   | Slavia Prague               | Stade de Fadil Vokrri, Pristina | |
| 27 octobre 2022 21h00 CEST | | (0 - 0) | 75e Lingr                   | Spectateurs : 10 500 Arbitrage : Morten Krogh Arbitres assistants : Dennis Rasmussen Jesper Dahl Quatrième arbitre : Mikkel Redder | Spectateurs : 10 500 Arbitrage : Morten Krogh Arbitres assistants : Dennis Rasmussen Jesper Dahl Quatrième arbitre : Mikkel Redder |
| 27 octobre 2022 21h00 CEST | Potoku 18e · Korenica 28e · Kuč 53e · Emërllahu 63e · Rrahmani 84e · Dellova (en) 90+3e · Thaqi (en) 90+11e | Rapport | 41e Tiéhi (en) · 90+7e Usor | Spectateurs : 10 500 Arbitrage : Morten Krogh Arbitres assistants : Dennis Rasmussen Jesper Dahl Quatrième arbitre : Mikkel Redder | Spectateurs : 10 500 Arbitrage : Morten Krogh Arbitres assistants : Dennis Rasmussen Jesper Dahl Quatrième arbitre : Mikkel Redder |

| 5e journée                 | Sivasspor                                         | 3 - 0   | CFR Cluj     | Stade du 4-Septembre de Sivas, Sivas | |
| 27 octobre 2022 21h00 CEST | Yatabaré ( Arslan (de)) 22e 73e · Janga 65e (csc) | (1 - 0) |              | Spectateurs : 6 050 Arbitrage : Rohit Saggi Arbitres assistants : Geir-Oskar Isaksen Morten Jensen Quatrième arbitre : Mohammad Usman Aslam | Spectateurs : 6 050 Arbitrage : Rohit Saggi Arbitres assistants : Geir-Oskar Isaksen Morten Jensen Quatrième arbitre : Mohammad Usman Aslam |
| 27 octobre 2022 21h00 CEST | Yesilyurt (en) 54e · Kavanagh (en) 88e            | Rapport | 15e Kolinger | Spectateurs : 6 050 Arbitrage : Rohit Saggi Arbitres assistants : Geir-Oskar Isaksen Morten Jensen Quatrième arbitre : Mohammad Usman Aslam | Spectateurs : 6 050 Arbitrage : Rohit Saggi Arbitres assistants : Geir-Oskar Isaksen Morten Jensen Quatrième arbitre : Mohammad Usman Aslam |

| 6e journée                 | Slavia Prague    | 1 - 1   | Sivasspor                     | Sinobo Stadium, Prague | |
| 3 novembre 2022 18h45 CEST | Goútas 65e (csc) | (0 - 0) | 28e (pen.) Gradel             | Spectateurs : 18 132 Arbitrage : Rade Obrenović Arbitres assistants : Grega Kordež Jure Praprotnik Quatrième arbitre : Dragoslav Perić | Spectateurs : 18 132 Arbitrage : Rade Obrenović Arbitres assistants : Grega Kordež Jure Praprotnik Quatrième arbitre : Dragoslav Perić |
| 3 novembre 2022 18h45 CEST | Jurásek 27e      | Rapport | 35e Gradel · 90+1e Vural (en) | Spectateurs : 18 132 Arbitrage : Rade Obrenović Arbitres assistants : Grega Kordež Jure Praprotnik Quatrième arbitre : Dragoslav Perić | Spectateurs : 18 132 Arbitrage : Rade Obrenović Arbitres assistants : Grega Kordež Jure Praprotnik Quatrième arbitre : Dragoslav Perić |

| 6e journée                 | CFR Cluj                                  | 1 - 0   | KF Ballkani                                            | Stade Docteur-Constantin-Rădulescu, Cluj-Napoca                                                                                           | |
| 3 novembre 2022 18h45 CEST | Adjei-Boateng 17e                         | (1 - 0) |                                                        | Spectateurs : 11 723 Arbitrage : Daniel Schlager Arbitres assistants : Sven Waschitzki Christian Dietz Quatrième arbitre : Tobias Reichel | Spectateurs : 11 723 Arbitrage : Daniel Schlager Arbitres assistants : Sven Waschitzki Christian Dietz Quatrième arbitre : Tobias Reichel |
| 3 novembre 2022 18h45 CEST | Deac 42e · Muhar (en) 61e · Petrila 90+4e | Rapport | 32e Emërllahu · 34e Jashanica (en) · 85e Bekteshi (en) | Spectateurs : 11 723 Arbitrage : Daniel Schlager Arbitres assistants : Sven Waschitzki Christian Dietz Quatrième arbitre : Tobias Reichel | Spectateurs : 11 723 Arbitrage : Daniel Schlager Arbitres assistants : Sven Waschitzki Christian Dietz Quatrième arbitre : Tobias Reichel |

### Groupe H
| Rang | Équipe            | Pts | J | G | N | P | Bp | Bc | Diff |  | Résultats (▼ dom., ► ext.) |     |     |     |     |
| ---- | ----------------- | --- | - | - | - | - | -- | -- | ---- |  | -------------------------- | --- | --- | --- | --- |
| 1    | Slovan Bratislava | 11  | 6 | 3 | 2 | 1 | 9  | 7  | +2   |  | Slovan Bratislava          |     | 3-3 | 2-1 | 0-0 |
| 2    | FC Bâle           | 11  | 6 | 3 | 2 | 1 | 11 | 9  | +2   |  | FC Bâle                    | 0-2 |     | 3-1 | 2-2 |
| 3    | FC Pyunik         | 6   | 6 | 2 | 0 | 4 | 8  | 9  | -1   |  | FC Pyunik                  | 2-0 | 1-2 |     | 2-0 |
| 4    | Žalgiris Vilnius  | 5   | 6 | 1 | 2 | 3 | 5  | 8  | -3   |  | Žalgiris Vilnius           | 1-2 | 0-1 | 2-1 |     |

| 1re journée                 | FC Bâle                                    | 3 - 1   | FC Pyunik                                                    | Parc Saint-Jacques, Bâle | |
| 8 septembre 2022 21h00 CEST | Males 23e (pen.) · Burger 54e ( Ndoye) 76e | (1 - 1) | 27e Dashyan                                                  | Spectateurs : 11 860 Arbitrage : Juan Martínez Munuera Arbitres assistants : Diego Barbero Sevilla Miguel Martínez Munuera Quatrième arbitre : Pablo González Fuertes | Spectateurs : 11 860 Arbitrage : Juan Martínez Munuera Arbitres assistants : Diego Barbero Sevilla Miguel Martínez Munuera Quatrième arbitre : Pablo González Fuertes |
| 8 septembre 2022 21h00 CEST | Nuhu 50e                                   | Rapport | 13e Bratkov (en) · 22e Miljković (en) · 54e Harutyunyan (en) | Spectateurs : 11 860 Arbitrage : Juan Martínez Munuera Arbitres assistants : Diego Barbero Sevilla Miguel Martínez Munuera Quatrième arbitre : Pablo González Fuertes | Spectateurs : 11 860 Arbitrage : Juan Martínez Munuera Arbitres assistants : Diego Barbero Sevilla Miguel Martínez Munuera Quatrième arbitre : Pablo González Fuertes |

| 1re journée                 | Slovan Bratislava                  | 0 - 0   | Žalgiris Vilnius        | Tehelné pole, Bratislava | |
| 8 septembre 2022 21h00 CEST |                                    | (0 - 0) |                         | Spectateurs : 11 227 Arbitrage : Rauf Jabarov Arbitres assistants : Javanshir Yusifov Namiq Hüseynov Quatrième arbitre : Fərid Haciyev | Spectateurs : 11 227 Arbitrage : Rauf Jabarov Arbitres assistants : Javanshir Yusifov Namiq Hüseynov Quatrième arbitre : Fərid Haciyev |
| 8 septembre 2022 21h00 CEST | Lovat (en) 25e · Medveděv (en) 59e | Rapport | 39e Ljubisavljević (en) | Spectateurs : 11 227 Arbitrage : Rauf Jabarov Arbitres assistants : Javanshir Yusifov Namiq Hüseynov Quatrième arbitre : Fərid Haciyev | Spectateurs : 11 227 Arbitrage : Rauf Jabarov Arbitres assistants : Javanshir Yusifov Namiq Hüseynov Quatrième arbitre : Fərid Haciyev |

| 2e journée                   | Žalgiris Vilnius                                                                 | 0 - 1   | FC Bâle                                   | Stade LFF, Vilnius | |
| 15 septembre 2022 18h45 CEST |                                                                                  | (0 - 0) | 62e Zeqiri (Males )                       | Spectateurs : 4 821 Arbitrage : Iwan Griffith Arbitres assistants : Daniel Beckett Johnathan Bryant Quatrième arbitre : Bryn Markham-Jones | Spectateurs : 4 821 Arbitrage : Iwan Griffith Arbitres assistants : Daniel Beckett Johnathan Bryant Quatrième arbitre : Bryn Markham-Jones |
| 15 septembre 2022 18h45 CEST | Kyeremeh (en) 37e · Mamić (en) 63e · Gorobsov (en) 65e · Ljubisavljević (en) 68e | Rapport | 57e Comas · 64e López (en) · 90+2e Burger | Spectateurs : 4 821 Arbitrage : Iwan Griffith Arbitres assistants : Daniel Beckett Johnathan Bryant Quatrième arbitre : Bryn Markham-Jones | Spectateurs : 4 821 Arbitrage : Iwan Griffith Arbitres assistants : Daniel Beckett Johnathan Bryant Quatrième arbitre : Bryn Markham-Jones |

| 2e journée                   | FC Pyunik                                                | 2 - 0   | Slovan Bratislava             | Stade Républicain Vazgen-Sargsian, Erevan                                                                                       | |
| 15 septembre 2022 18h45 CEST | ( González) Dashyan 35e · ( González) Otubanjo 36e       | (2 - 0) |                               | Spectateurs : 3 500 Arbitrage : Gal Laibuvitz Arbitres assistants : Rostislav Talis Yossi Babayof Quatrième arbitre : Nael Odeh | Spectateurs : 3 500 Arbitrage : Gal Laibuvitz Arbitres assistants : Rostislav Talis Yossi Babayof Quatrième arbitre : Nael Odeh |
| 15 septembre 2022 18h45 CEST | Kovalenko (en) 38e · Miljković (en) 45e · Karapetian 64e | Rapport | 24e Barseghyan · 81e Šaponjić | Spectateurs : 3 500 Arbitrage : Gal Laibuvitz Arbitres assistants : Rostislav Talis Yossi Babayof Quatrième arbitre : Nael Odeh | Spectateurs : 3 500 Arbitrage : Gal Laibuvitz Arbitres assistants : Rostislav Talis Yossi Babayof Quatrième arbitre : Nael Odeh |

| 3e journée                | FC Pyunik                                                  | 2 - 0   | Žalgiris Vilnius  | Stade Républicain Vazgen-Sargsian, Erevan                                                                                          | |
| 6 octobre 2022 18h45 CEST | ( González) Juninho 43e · ( Harutyunyan (en)) Otubanjo 61e | (1 - 0) |                   | Spectateurs : 5 304 Arbitrage : John Beaton Arbitres assistants : Daniel McFarlane Dougie Potter Quatrième arbitre : Don Robertson | Spectateurs : 5 304 Arbitrage : John Beaton Arbitres assistants : Daniel McFarlane Dougie Potter Quatrième arbitre : Don Robertson |
| 6 octobre 2022 18h45 CEST | Miljković (en) 77e · Cociuc (en) 81e                       | Rapport | 67e Gorobsov (en) | Spectateurs : 5 304 Arbitrage : John Beaton Arbitres assistants : Daniel McFarlane Dougie Potter Quatrième arbitre : Don Robertson | Spectateurs : 5 304 Arbitrage : John Beaton Arbitres assistants : Daniel McFarlane Dougie Potter Quatrième arbitre : Don Robertson |

| 3e journée                | FC Bâle                                             | 0 - 2   | Slovan Bratislava                                         | Parc Saint-Jacques, Bâle | |
| 6 octobre 2022 21h00 CEST |                                                     | (0 - 2) | 35e Pauschek (Chakvetadze ) · 45+1e Čavrić (Chakvetadze ) | Spectateurs : 14 870 Arbitrage : Kevin Clancy Arbitres assistants : Alan Mulvanny Graeme Stewart Quatrième arbitre : Craig Napier | Spectateurs : 14 870 Arbitrage : Kevin Clancy Arbitres assistants : Alan Mulvanny Graeme Stewart Quatrième arbitre : Craig Napier |
| 6 octobre 2022 21h00 CEST | Males 26e · Diouf 30e · Comas 62e · Nuhu 72e, 90+6e | Rapport | 20e Čavrić · 45+3e Kankava · 65e Šaponjić                 | Spectateurs : 14 870 Arbitrage : Kevin Clancy Arbitres assistants : Alan Mulvanny Graeme Stewart Quatrième arbitre : Craig Napier | Spectateurs : 14 870 Arbitrage : Kevin Clancy Arbitres assistants : Alan Mulvanny Graeme Stewart Quatrième arbitre : Craig Napier |

| 4e journée                 | Slovan Bratislava                                                        | 3 - 3   | FC Bâle                                           | Tehelné pole, Bratislava | |
| 13 octobre 2022 18h45 CEST | Weiss 45+2e (pen.) · ( Chakvetadze) Kucka 49e · ( Barseghyan) Čavrić 53e | (1 - 1) | 29e (pen.) Males · 65e Diouf · 72e Zeqiri (Lang ) | Spectateurs : 20 233 Arbitrage : Serhiy Boyko Arbitres assistants : Valentyn Kutsev Viktor Matyash Quatrième arbitre : Viktor Kopievskiy | Spectateurs : 20 233 Arbitrage : Serhiy Boyko Arbitres assistants : Valentyn Kutsev Viktor Matyash Quatrième arbitre : Viktor Kopievskiy |
| 13 octobre 2022 18h45 CEST | Kankava 60e                                                              | Rapport | 30e Fink · 44e Burger · 67e Lang · 78e Zeqiri     | Spectateurs : 20 233 Arbitrage : Serhiy Boyko Arbitres assistants : Valentyn Kutsev Viktor Matyash Quatrième arbitre : Viktor Kopievskiy | Spectateurs : 20 233 Arbitrage : Serhiy Boyko Arbitres assistants : Valentyn Kutsev Viktor Matyash Quatrième arbitre : Viktor Kopievskiy |

| 4e journée                 | Žalgiris Vilnius                                               | 2 - 1   | FC Pyunik          | Stade LFF, Vilnius | |
| 13 octobre 2022 21h00 CEST | ( Kehinde) Ourega 23e · ( Kehinde) Oliveira 42e                | (2 - 0) | 78e (pen.) Özbiliz | Spectateurs : 3 025 Arbitrage : Juxhin Xhaja Arbitres assistants : Nertil Bregasi Rejdi Avdo Quatrième arbitre : Kreshnik Cjapi | Spectateurs : 3 025 Arbitrage : Juxhin Xhaja Arbitres assistants : Nertil Bregasi Rejdi Avdo Quatrième arbitre : Kreshnik Cjapi |
| 13 octobre 2022 21h00 CEST | Fabien Ourega 44e · Ljubisavljević (en) 77e · Mamić (en) 90+6e | Rapport | 74e Vakulenko (en) | Spectateurs : 3 025 Arbitrage : Juxhin Xhaja Arbitres assistants : Nertil Bregasi Rejdi Avdo Quatrième arbitre : Kreshnik Cjapi | Spectateurs : 3 025 Arbitrage : Juxhin Xhaja Arbitres assistants : Nertil Bregasi Rejdi Avdo Quatrième arbitre : Kreshnik Cjapi |

| 5e journée                 | FC Bâle                         | 2 - 2   | Žalgiris Vilnius                 | Parc Saint-Jacques, Bâle | |
| 27 octobre 2022 21h00 CEST | Diouf 1re · ( Males) Zeqiri 18e | (2 - 1) | 42e ( Kyeremeh (en)) 62e Oyewusi | Spectateurs : 13 236 Arbitrage : Ali Palabıyık Arbitres assistants : Serkan Çimen Serkan Olguncan Quatrième arbitre : Ümit Öztürk | Spectateurs : 13 236 Arbitrage : Ali Palabıyık Arbitres assistants : Serkan Çimen Serkan Olguncan Quatrième arbitre : Ümit Öztürk |
| 27 octobre 2022 21h00 CEST | Xhaka 83e · Burger 89e          | Rapport |                                  | Spectateurs : 13 236 Arbitrage : Ali Palabıyık Arbitres assistants : Serkan Çimen Serkan Olguncan Quatrième arbitre : Ümit Öztürk | Spectateurs : 13 236 Arbitrage : Ali Palabıyık Arbitres assistants : Serkan Çimen Serkan Olguncan Quatrième arbitre : Ümit Öztürk |

| 5e journée                 | Slovan Bratislava                                 | 2 - 1   | FC Pyunik                                           | Tehelné pole, Bratislava | |
| 27 octobre 2022 21h00 CEST | ( Pauschek (en)) Kashia 84e · Ramírez 85e         | (0 - 0) | 64e (pen.) Cociuc                                   | Spectateurs : 15 783 Arbitrage : Manuel Schüttengruber Arbitres assistants : Roland Brandner Robert Steinacher Quatrième arbitre : Sebastian Gishamer | Spectateurs : 15 783 Arbitrage : Manuel Schüttengruber Arbitres assistants : Roland Brandner Robert Steinacher Quatrième arbitre : Sebastian Gishamer |
| 27 octobre 2022 21h00 CEST | Chovan (en) 63e · Ramírez (en) 86e · Zmrhal 90+6e | Rapport | 24e Bratkov (en) · 75e Yurchenko (en) · 80e Juričić | Spectateurs : 15 783 Arbitrage : Manuel Schüttengruber Arbitres assistants : Roland Brandner Robert Steinacher Quatrième arbitre : Sebastian Gishamer | Spectateurs : 15 783 Arbitrage : Manuel Schüttengruber Arbitres assistants : Roland Brandner Robert Steinacher Quatrième arbitre : Sebastian Gishamer |

| 6e journée                 | Žalgiris Vilnius              | 1 - 2   | Slovan Bratislava                                              | Stade LFF, Vilnius | |
| 3 novembre 2022 18h45 CEST | ( Oliveira (en)) Kyeremeh 47e | (0 - 2) | 15e (Ramírez (en) ) 23e (Chakvetadze ) Čavrić                  | Spectateurs : 4 790 Arbitrage : Luis Godinho Arbitres assistants : Rui Teixeira Pedro Almeida Quatrième arbitre : André Narciso | Spectateurs : 4 790 Arbitrage : Luis Godinho Arbitres assistants : Rui Teixeira Pedro Almeida Quatrième arbitre : André Narciso |
| 3 novembre 2022 18h45 CEST | Kyeremeh (en) 60e · Buff 67e  | Rapport | 48e Ramírez (en) · 63e Kankava · 75e Weiss · 82e Pauschek (en) | Spectateurs : 4 790 Arbitrage : Luis Godinho Arbitres assistants : Rui Teixeira Pedro Almeida Quatrième arbitre : André Narciso | Spectateurs : 4 790 Arbitrage : Luis Godinho Arbitres assistants : Rui Teixeira Pedro Almeida Quatrième arbitre : André Narciso |

| 6e journée                 | FC Pyunik            | 1 - 2   | FC Bâle                                    | Stade Républicain Vazgen-Sargsian, Erevan                                                                                                   | |
| 3 novembre 2022 18h45 CEST | Juričić 71e          | (0 - 2) | 17e Males (Diouf ) · 29e Kade (Ndoye )     | Spectateurs : 9 967 Arbitrage : Horațiu Feșnic Arbitres assistants : Valentin Avram Alexandru Cerei Quatrième arbitre : Constantin Colțescu | Spectateurs : 9 967 Arbitrage : Horațiu Feșnic Arbitres assistants : Valentin Avram Alexandru Cerei Quatrième arbitre : Constantin Colțescu |
| 3 novembre 2022 18h45 CEST | Harutyunyan (en) 56e | Rapport | 14e, 53e Ndoye · 62e Calafiori · 80e Males | Spectateurs : 9 967 Arbitrage : Horațiu Feșnic Arbitres assistants : Valentin Avram Alexandru Cerei Quatrième arbitre : Constantin Colțescu | Spectateurs : 9 967 Arbitrage : Horațiu Feșnic Arbitres assistants : Valentin Avram Alexandru Cerei Quatrième arbitre : Constantin Colțescu |